# Modernisme valencià
El Modernisme valencià és la denominació historiogràfica donada a un moviment artístic i literari associat amb el Modernisme al País Valencià.
La seua major forma d'expressió fou en l'arquitectura, però molts altres arts hi estigueren involucrats (pintura, escultura...), i especialment el disseny i les arts decoratives (ebenisteria, fusteria, ferreria, peces de ceràmica…), que foren particularment importants, especialment en el seu rol com a suport de l'arquitectura.
Malgrat que el Modernisme formà part d'una tendència general sorgida a Europa entre els segles XIX i XX, al País Valencià aquesta tendència aconseguí una personalitat única en el context de l'espectacular desenvolupament urbà i industrial. És a més, equivalent a altres moviments fin de siècle que va obtenir el nom d'Art Nouveau a França i Bèlgica, Jugendstil a Alemanya, Sezession a Àustria-Hongria, Liberty a Itàlia i Estil Glasgow a Escòcia.
El Modernisme Valencià estigué en actiu des del 1899 (Reforma Modernista al Parc de la Glorieta a Alcoi) fins al 1917. Aquest moviment és famós per les seues expressions arquitectòniques, especialment als treballs dels arquitectes Demetrio Ribes Marco i Francesc Mora i Berenguer a València o Vicent Pascual i Pastor i Timoteo Briet i Montaud a Alcoi. A les expressions de pintura destaquen els pintors Ferran Cabrera i Cantó, Francesc Laporta i Valor, Emili Sala i Francés, Adolf Morrió i Edmundo Jordà. Un escultor destacable propi de l'estil fou Lorenzo Ridaura i Gosálbez.
D'altra banda, hi han diverses poblacions valencianes que formen part de la ruta europea del Modernisme, una associació de governs locals i institucions no-governamentals per a la promoció internacional i la protecció del patrimoni modernista. És el cas d'Alcoi, Novelda i Sueca.

## Arquitectura
L'arquitectura del País Valencià a principis del segle XX fou fortament influenciada pel Modernisme Europeu. El Modernisme Valencià té lloc en diverses ciutats o àrees, dins del context del gran desenvolupament industrial, econòmic i urbà: Alcoi i València, pel nombre de treballs, són les principals ciutats valencianes on una gran part fou desenvolupat amb l'arquitectura modernista. Novelda, Alacant, Borriana, Castelló de la Plana o Sueca són altres ciutats amb exemples importants de l'arquitectura modernista valenciana.
Els arquitectes locals valencians, tots ells formats a Barcelona o Madrid i influenciats pel Modernisme català i el madrileny, exerciren la major part de la seua carrera al País Valencià, el modernisme valencià rebrà una gran rellevància a les diferents ciutats valencianes.
El Mercat Central de València, un dels més grans d'Europa, ocupa més de 8.000 metres quadrats de dos altures i amb un estil predominant del modernisme valencià. La seua teulada excepcional compta amb cúpules originals i seccions inclinades a diferents altures, mentre que l'interior sembla estar fet d'una gran varietat de materials com el ferro, la fusta o la ceràmica. La bellesa de l'edifici brilla especialment perla llum que entra a través de diversos punts de la teulada i els panells acolorits de les finestres.
L'Estació del Nord és la principal estació de ferrocarril de València, localitzada al centre de la ciutat i al costat de la Plaça de Bous. Fou declarada Bé d'Interés Cultural l'any 1987.
El Mercat de Colom és un mercat públic localitzat a l'Eixample de la ciutat de València. L'edifici fou dissenyat per l'arquitecte valencià Francesc Mora i Berenguer entre el 1914 i el 1916. Aquest és un clar exemple de modernisme valencià de principis de segle. Fou declarat monument nacional i impressiona la seua excepcional façana amb els seus ornaments.

### Edificis principals del Modernisme Valencià
Entre les obres del modernisme valencià destaquen:

#### Alcoi(Per districtes)
Centre de la ciutat
- Casa del Pavo
- Casa d'Escaló
- Cercle Industrial d'Alcoi
- Casa Laporta
- Campus d'Alcoi de la Universitat Politècinca de Valencia
- Casa Vilaplana
- Casa Briet
- Viaducte de Canalejas
- Mont de Pietat i Caixa d'Estalvis d'Alcoi
- Casa Mataix
- Edifici al carrer Sant Llorenç, 3
- Edifici al carrer Sant Llorenç, 5
- Edifici al carrer Sant Llorenç, 27
- Edifici al carrer Sant Nicolau, 4
- Edifici al carrer Sant Nicolau, 29
- Edifici al carrer Sant Nicolau, 35
- Cotxeres a la plaça Emili Sala, 12
- Edifici a l'avinguda País Valencià, 30
- Edifici al carrer Capellà Belloch, 9
- Edifici al carrer Sant Josep, 26
- Edificis al carrer Pintor Casanova, 16, 18 i 20
- Edifici al carrer Bartolomé José Gallardo, 1, 3 i 5
- La Glorieta d'Alcoi
- Fàbriques al carrer Sant Joan, 43 i 45
- Edifici del Parc de Bombers
- Quiosc d'estil modernista a la Plaça de la Constitució

Eixample-Santa Rosa
- Subestació Hidroelèctrica d'Alcoi
- Taller de carruatges al carrer Agres, 5
- Fàbrica al carrer Agres, 8
- Fàbrica al carrer Alcoleja, 4
- Escorxador d'Alcoi

El Camí-Zona Alta
- Casa El Camí, 1
- Fàbrica d'El Rosendo
- Fàbrica al carrer Sant Vicent Ferrer, 12

Afores
- Font d'El Molinar d'Alcoi
- Cementeri de Sant Antoni Abat, panteons i escultures d'estil modernista.

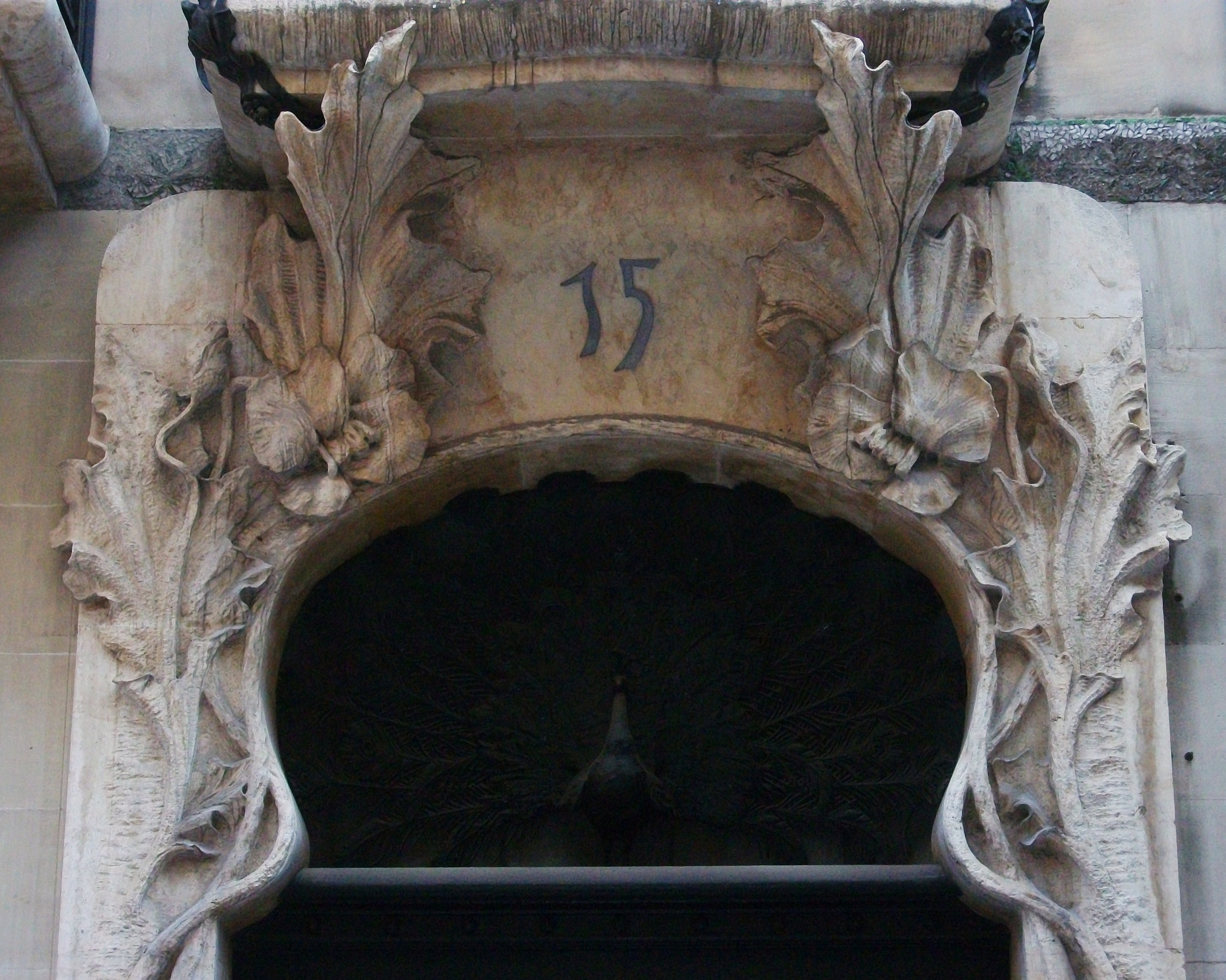
Casa del Pavo
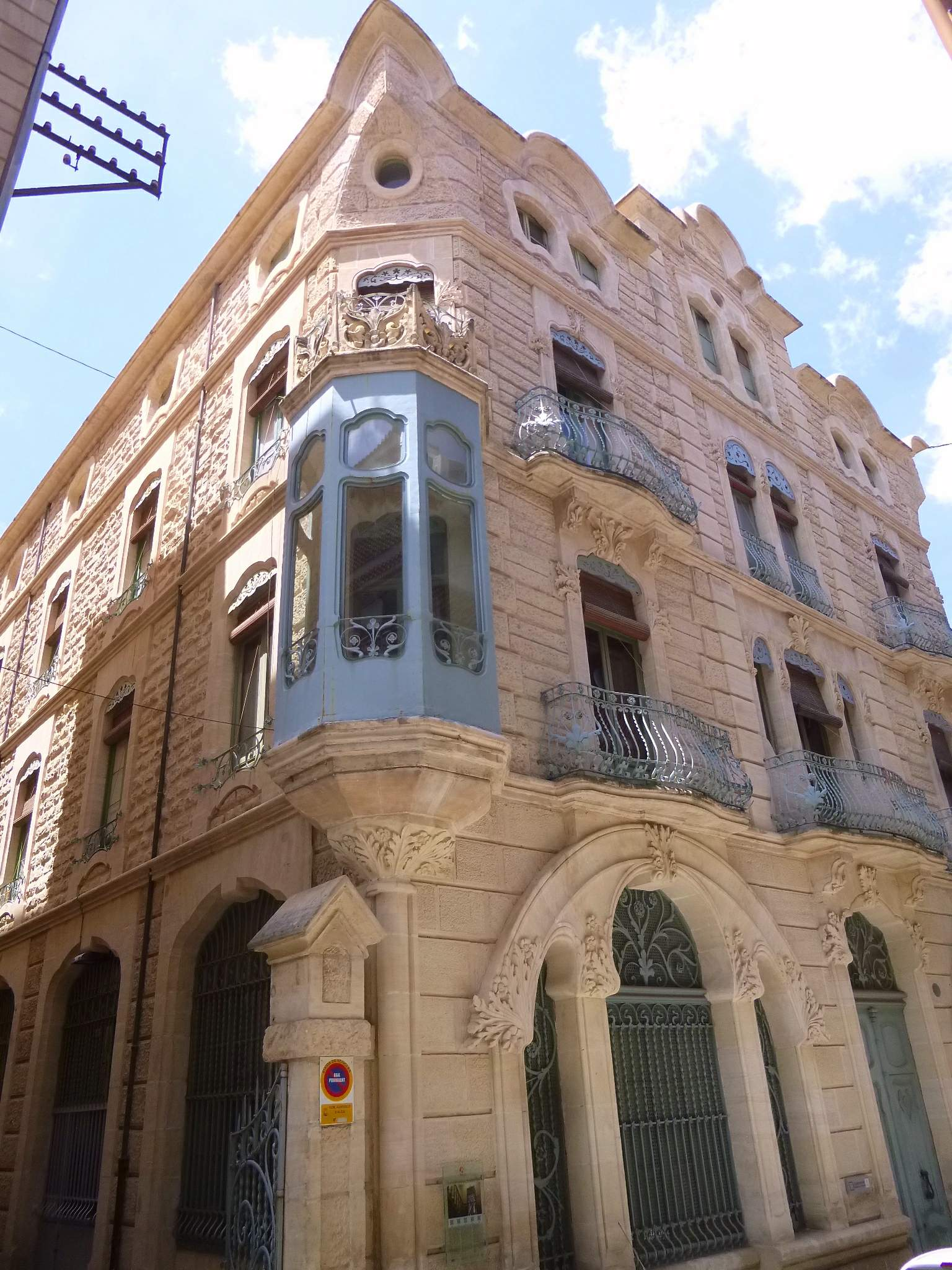
Casa d'Escaló
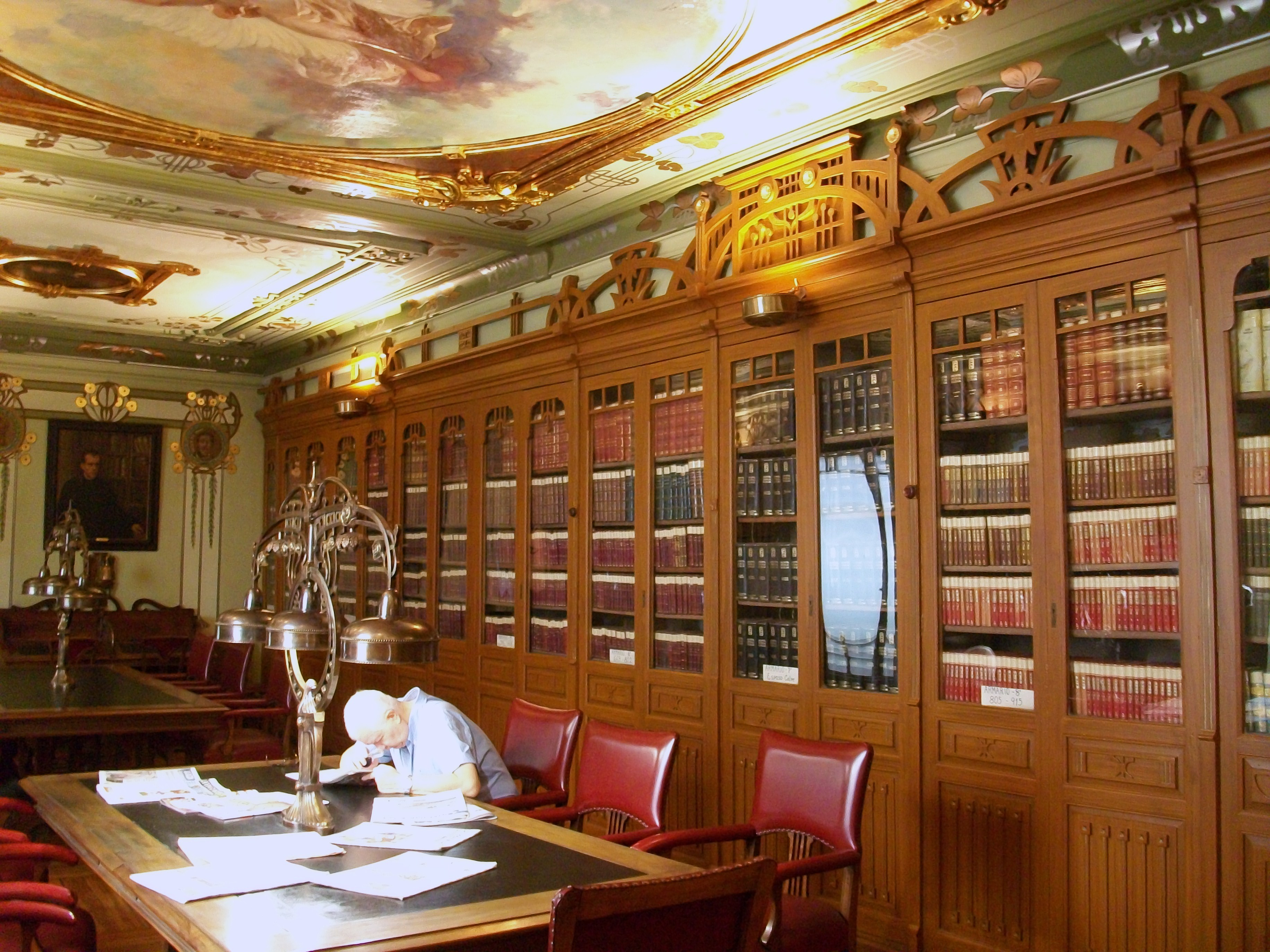
Biblioteca modernistal del Cercle Industrial d'Alcoi
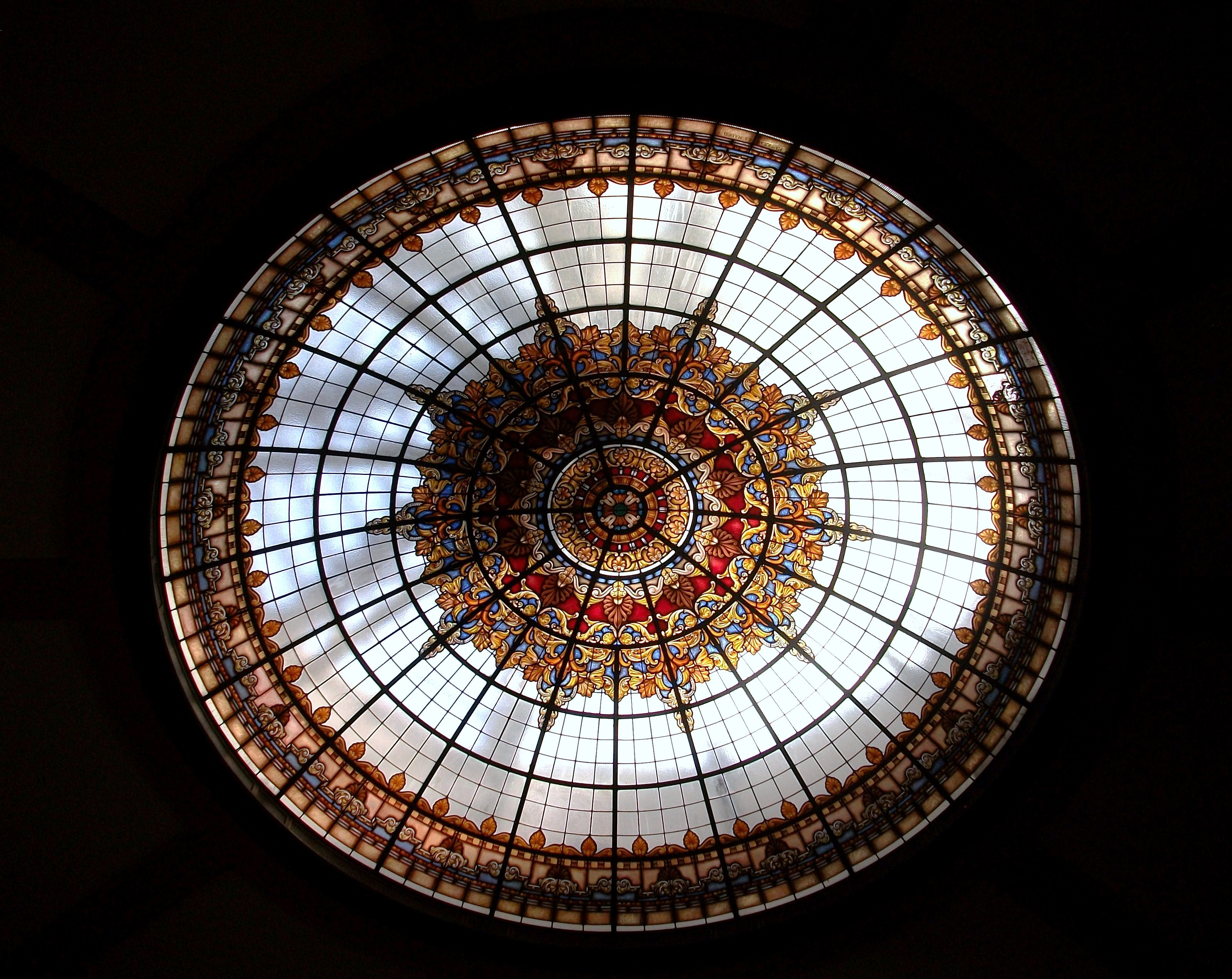
Vitrall al Cercle Industrial d'Alcoi

#### Alacant
- Mercat central d'Alacant
- Llotja de Peix
- Casa Lamaignere
- Casa Carbonell
- Casa de l'Ascensor
- Edifici Torrent
- Casa Campos Carrera
- Casa de les Bruixes

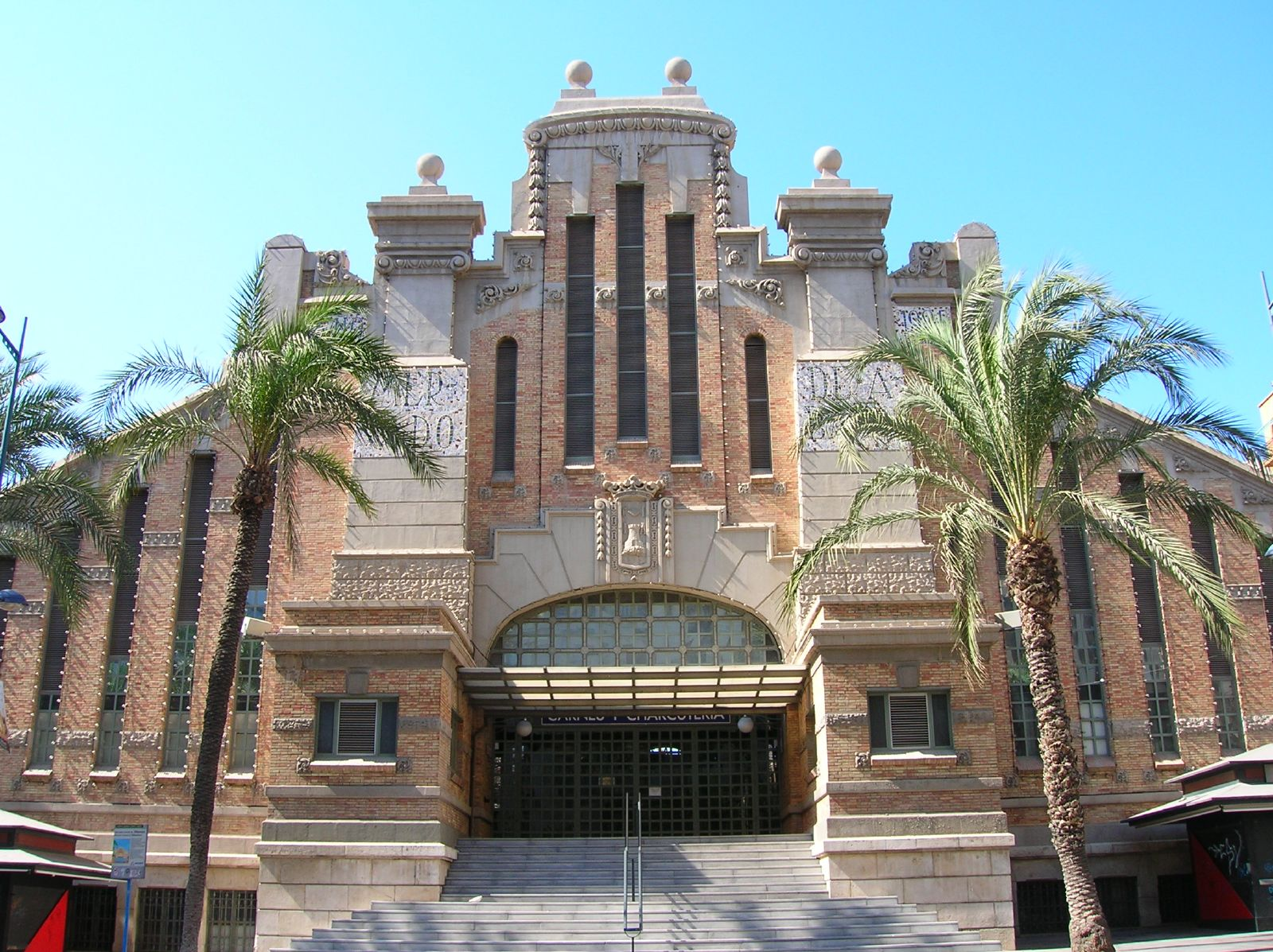
Mercat Central

Novelda: 
- Casa-Museu Modernista
- Centre cultural Gómez-Tortosa
- Societat cultural Casino de Novelda
- Casa Mira

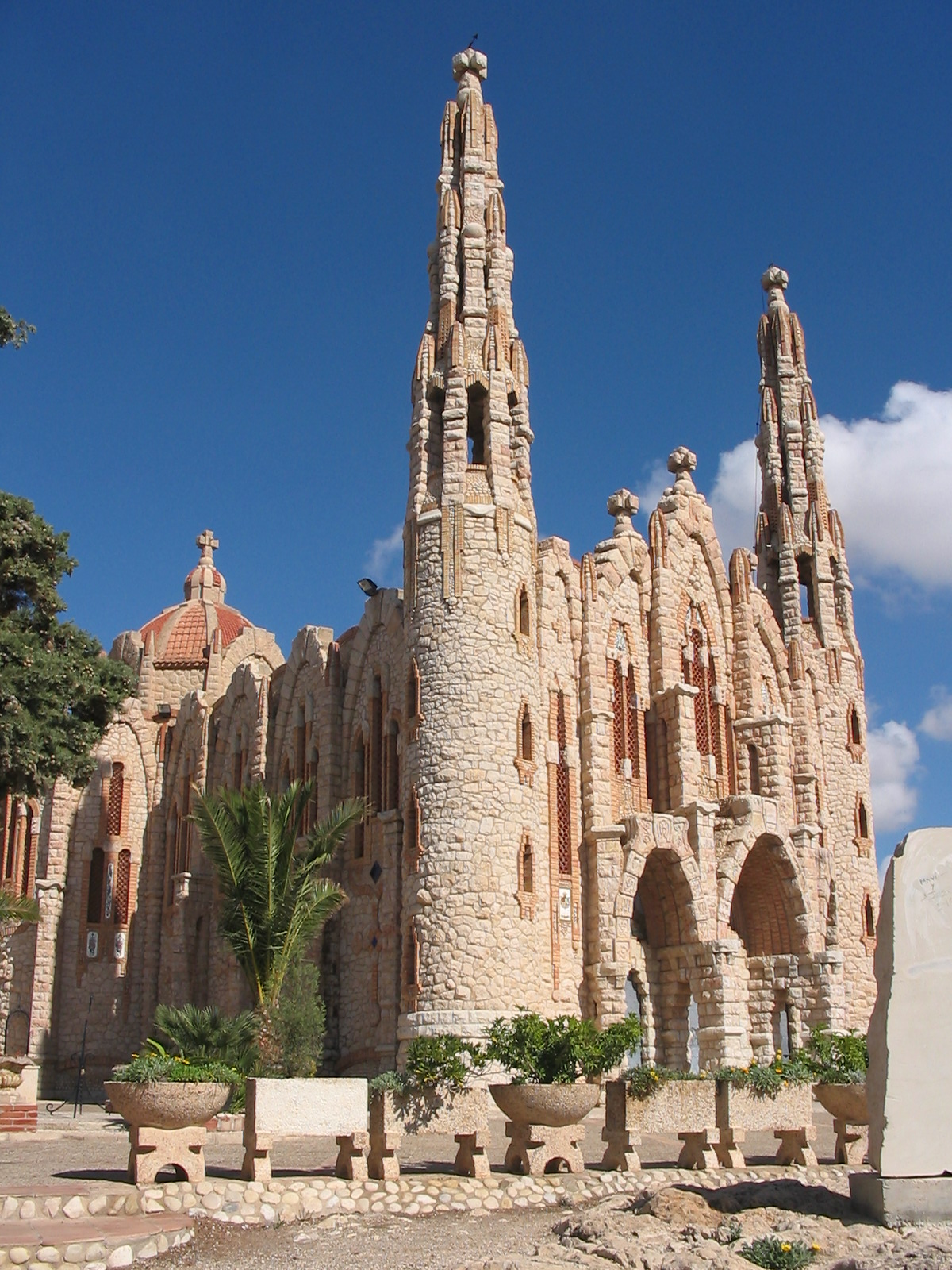
Santuari de Santa Maria Magdalena
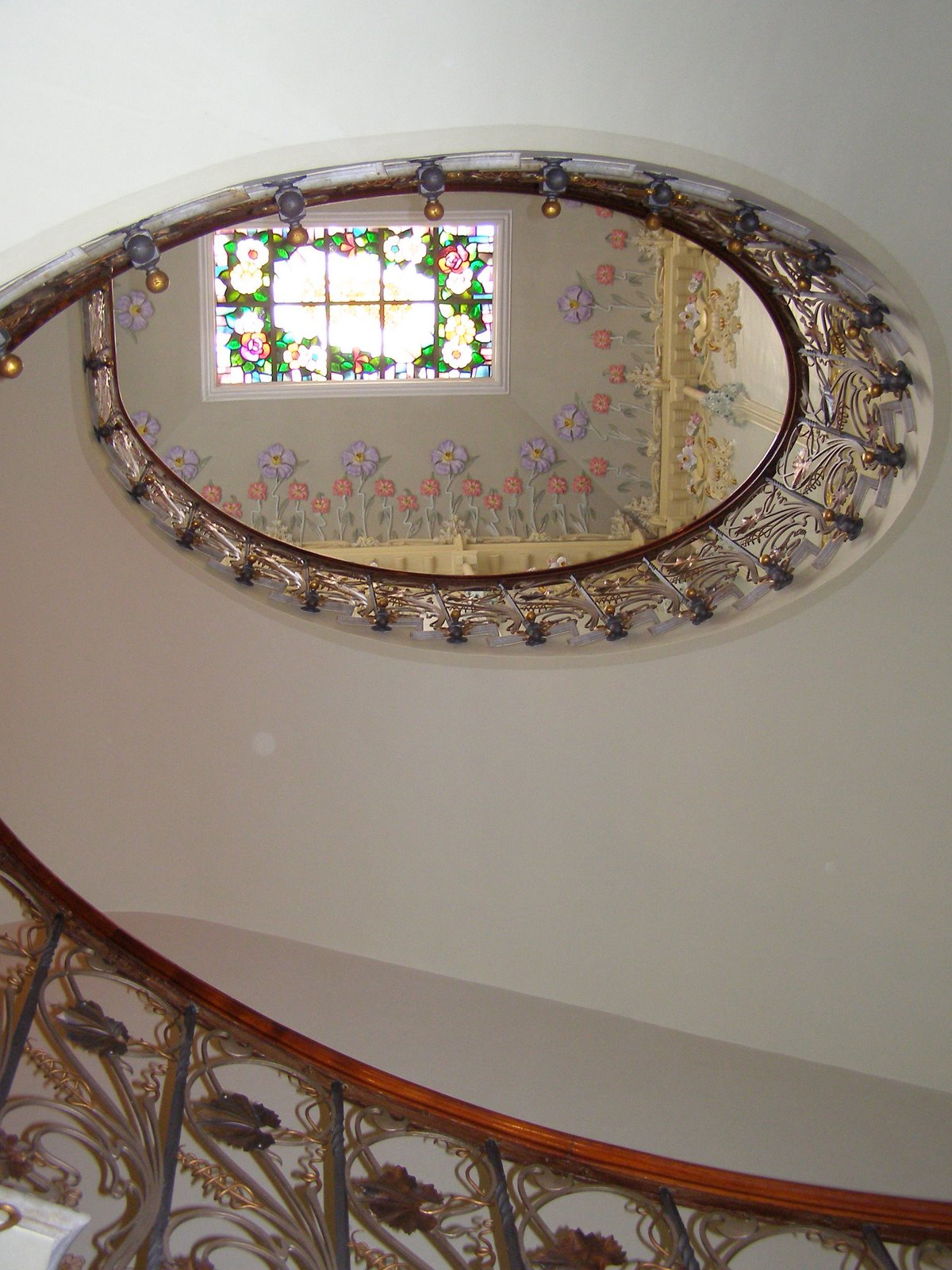
Escala de la Casa-Museu Modernista de Novelada

Oriola: 

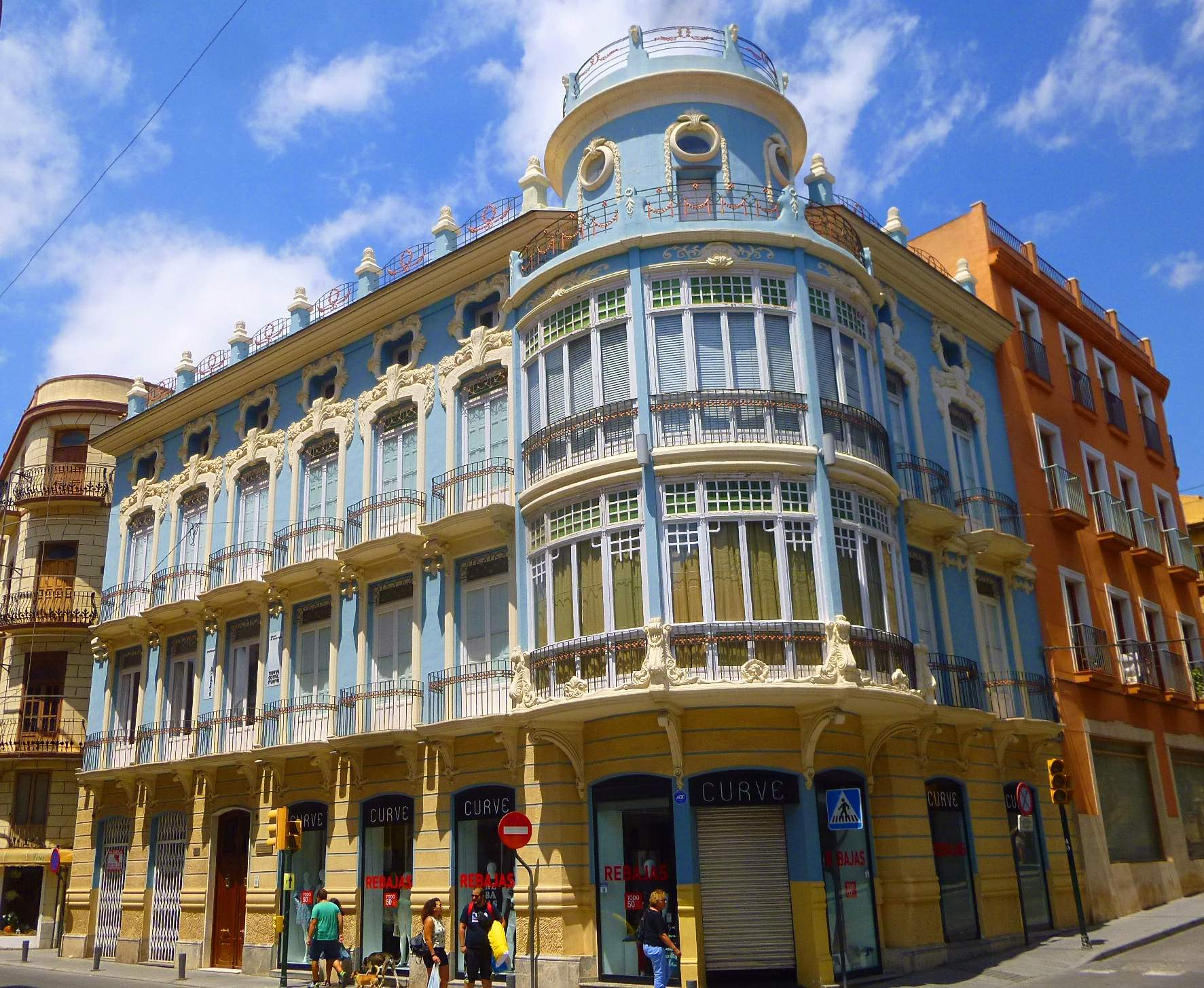
Casa Villaescusa
- Teatre Circ
- Llotja d'Oriola

- Casa Villaescusa

Torrevella:
- Casino de Torrevella

Villena: 
- Teatre Chapí

Les Alqueries:
- Xalet de Safont

Benicarló: 
- Casa Bosch

Benicàssim:
- Vil·la Victòria

Borriana:
- Museu de la Taronja
- Cercle Fruiter de Borriana

#### Castelló de la Plana
- Edifici de Correus de Castelló
- Casa de les Cigonyes
- Casa Dàvalos
- Casa Alcon
- Edifici Acadèmia la Puríssima
- Transformador de Viuda d'Estela
- Quiosc modernista de la plaça de la Pau

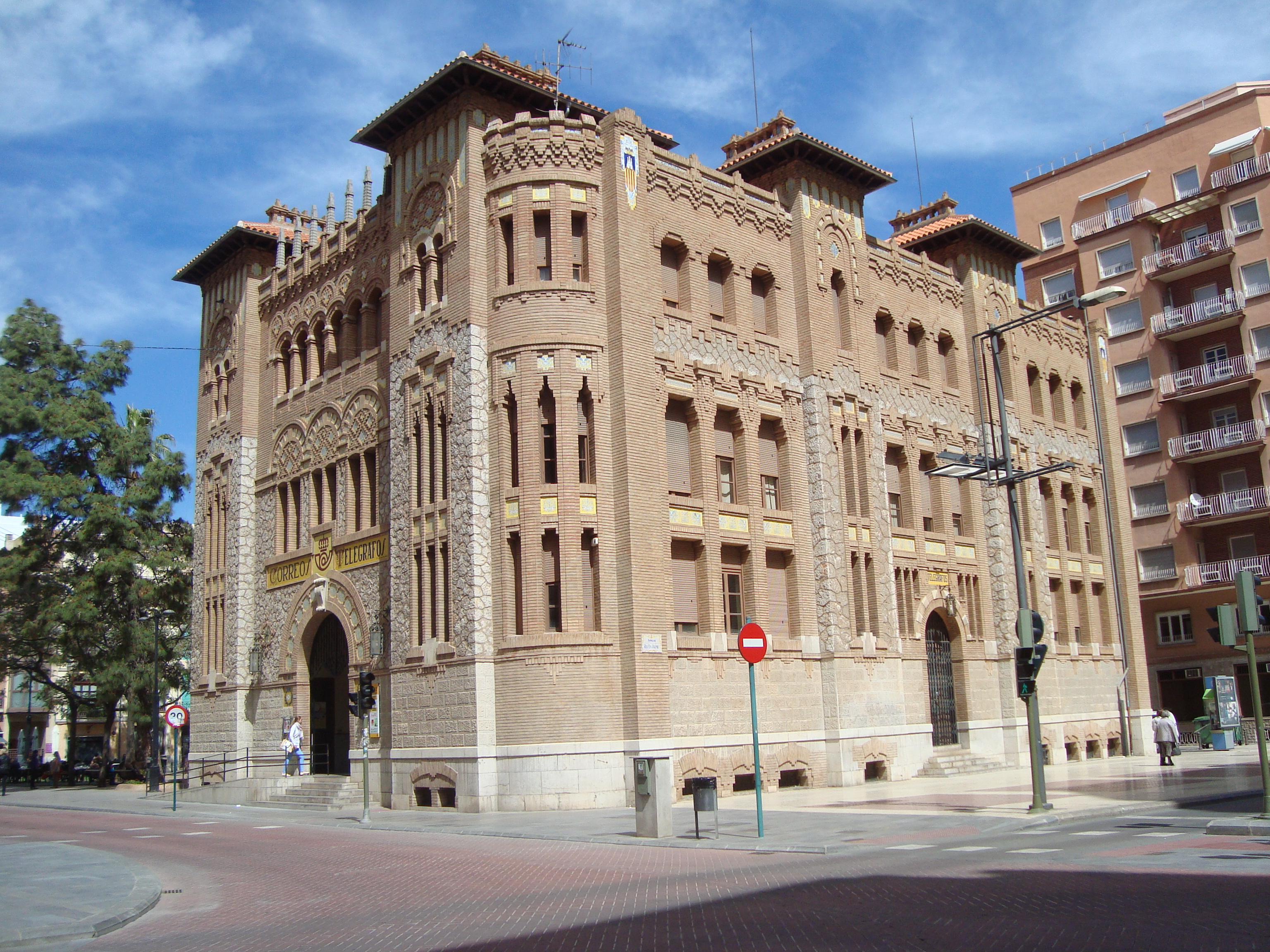
Edifici de Correus i Telègrafs
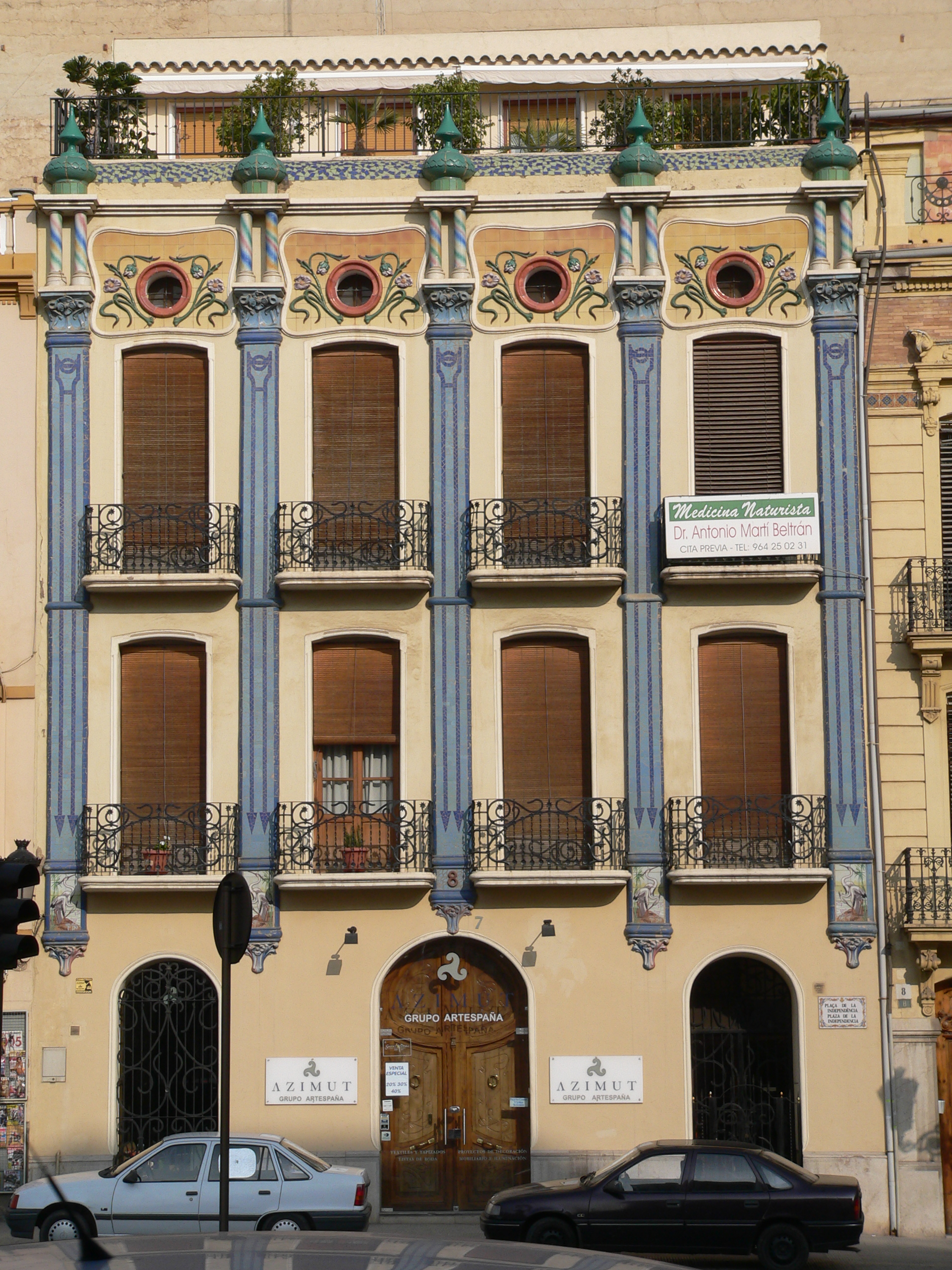
Edifici de Les Cigonyes

Vila-Real:
- Magatzem de Cabrera

Vinaròs:
- Casa Giner
- Casa Sendra

Alfafar:
- Sindicat Arrosser d'Alfafar

Alginet:

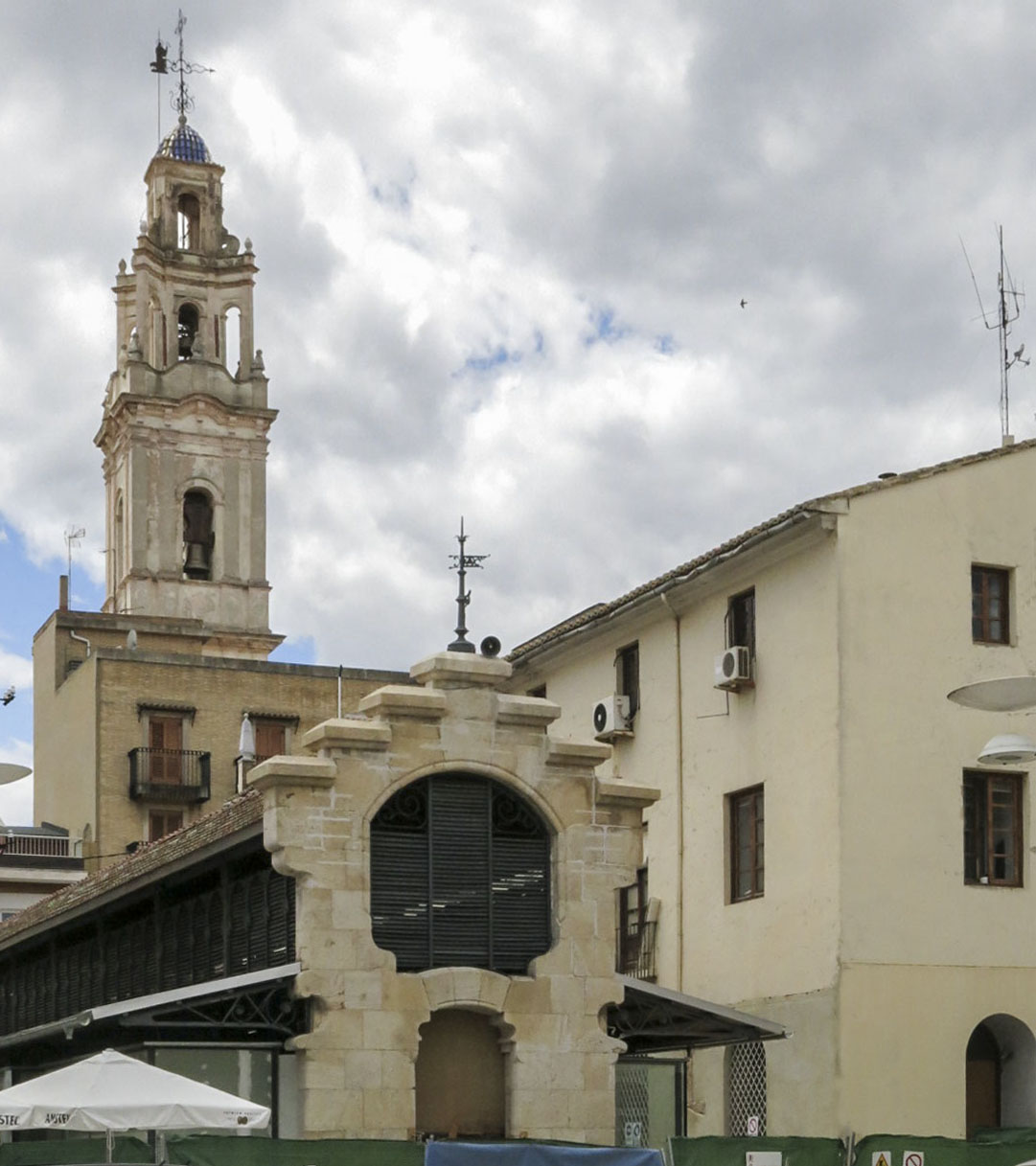
Mercat
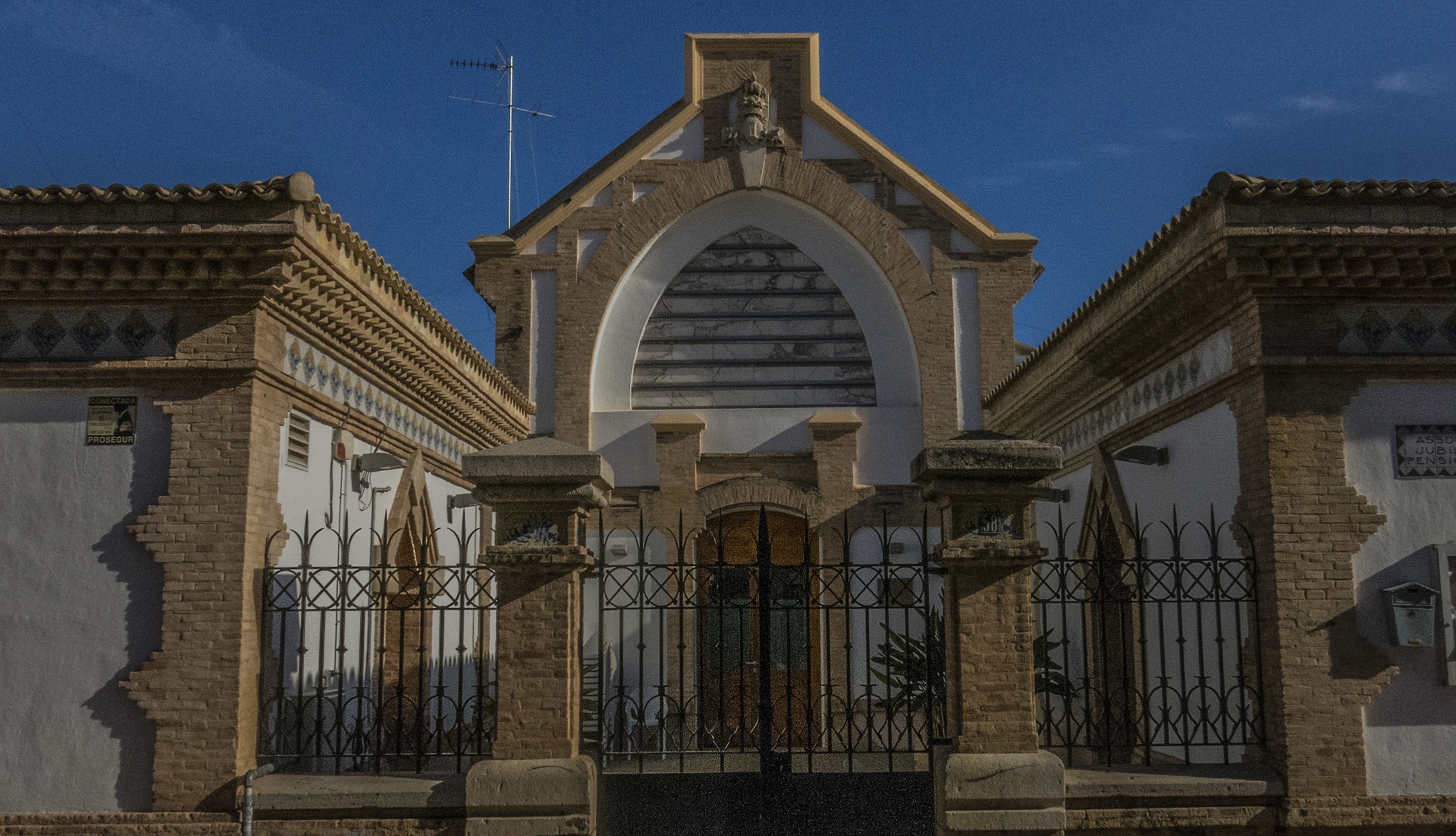
Antic escorxador municipal

Almàssera:
- Casa Llòpis

Alzira: 
- Magatzem dels germans Peris Puig
- Cercle d'Alzira

Bocairent:
- Hotel l'Àgora

Carcaixent:
- Casa Vernich

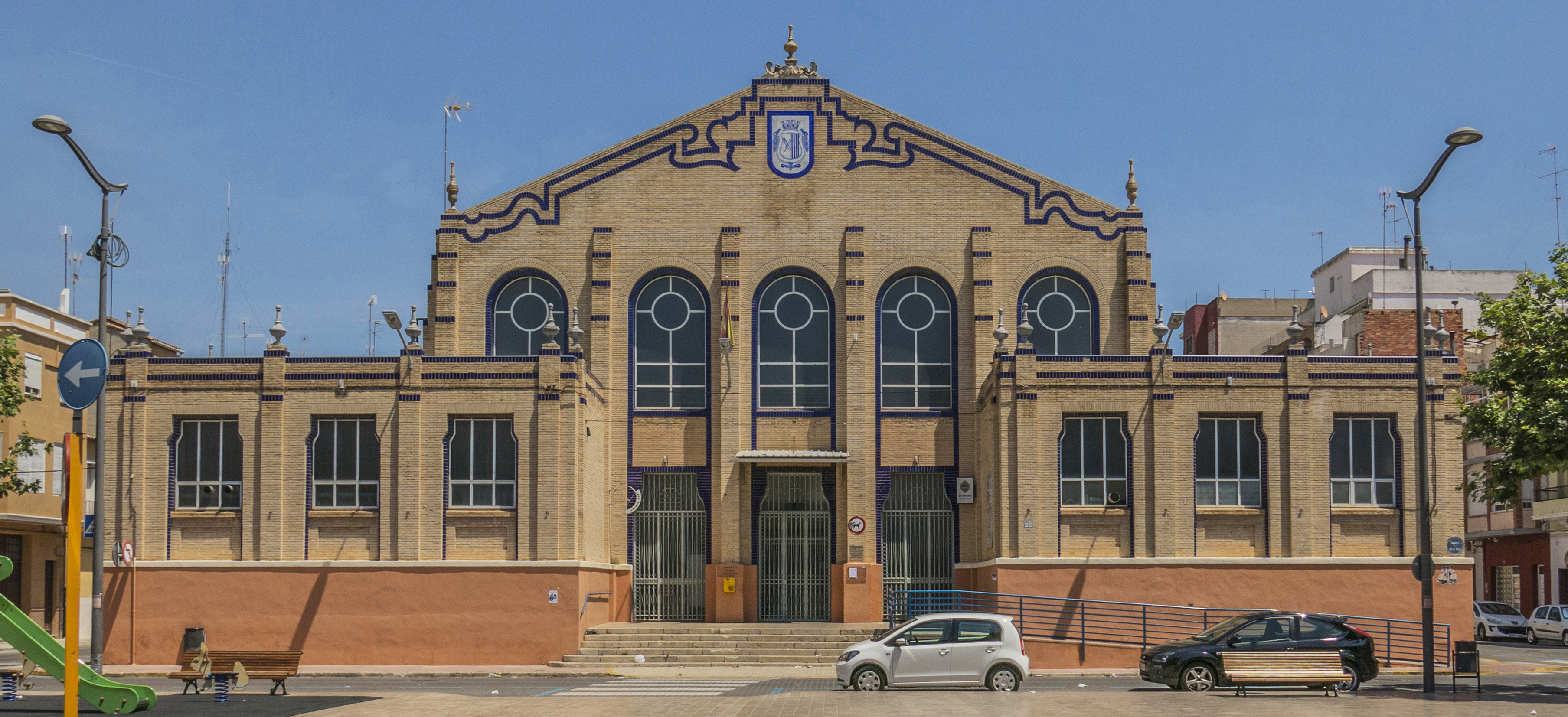
Mercat
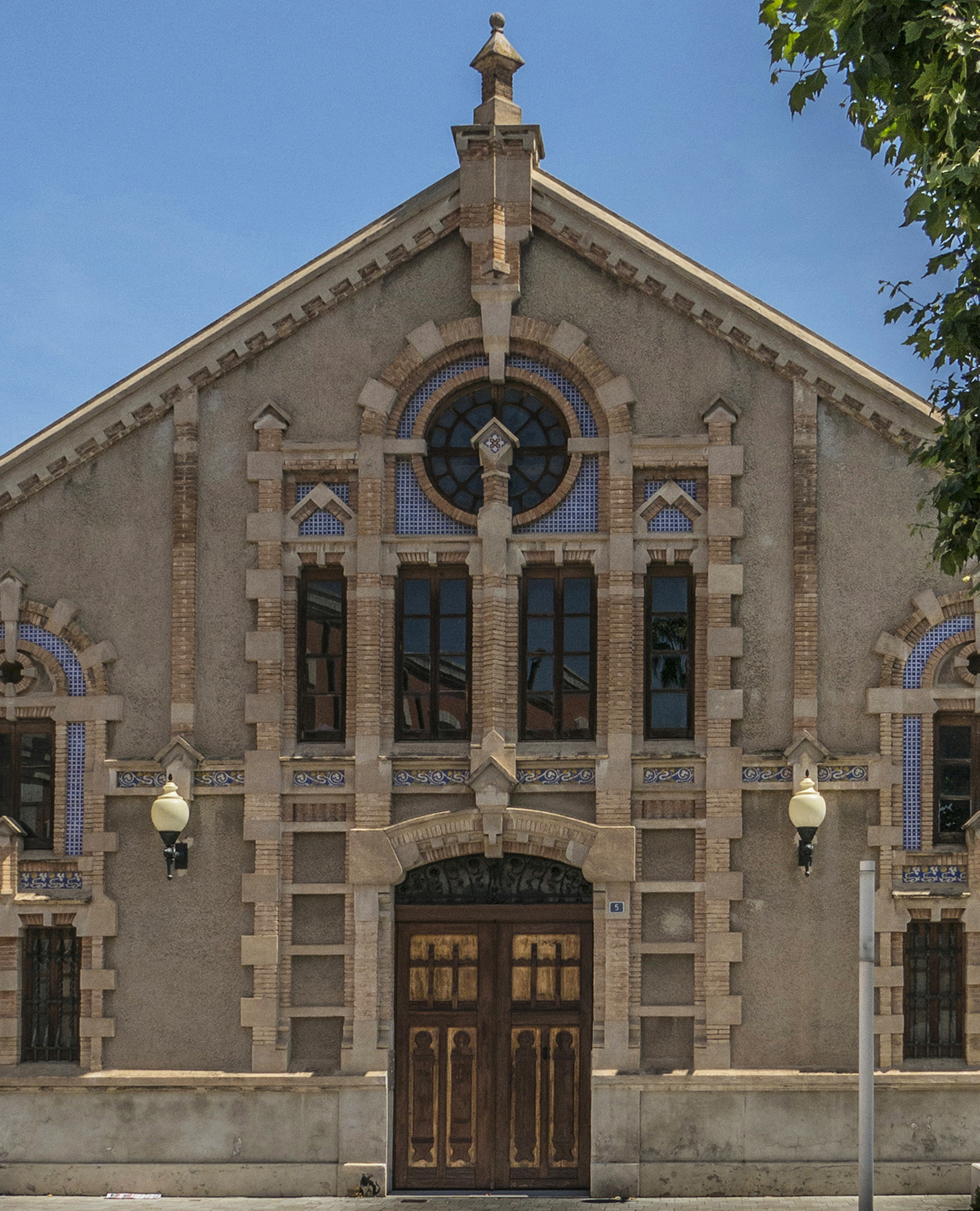
Magatzem de Ribera
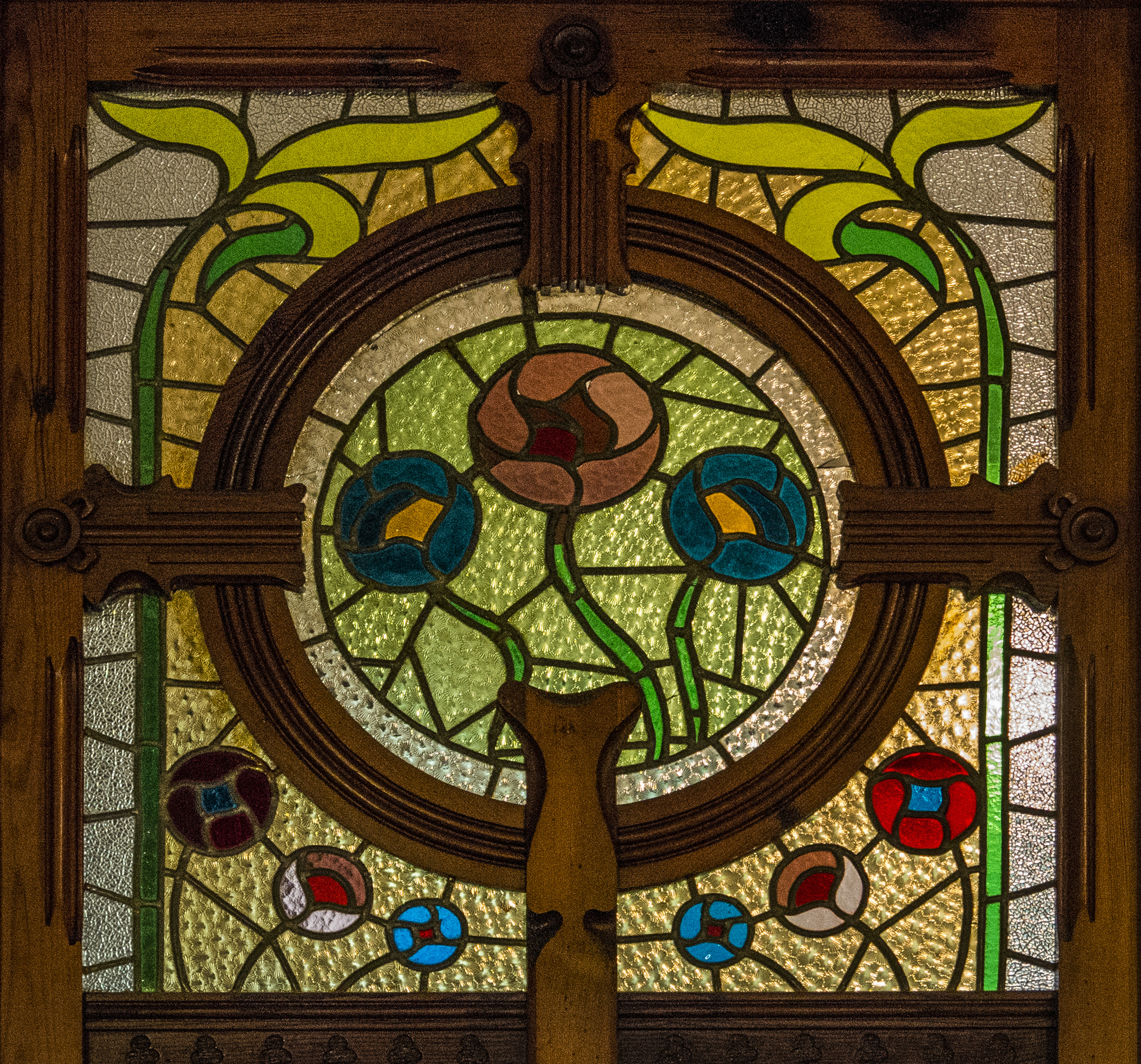
Casa Talens

Catadau:
- Centre Catòlic Social

Cullera:
- Mercat de Cullera

Foios:
- Escoles Municipals de Foios

Gandia:
- Palau de París
- Teatre Serrano

Ontinyent:
- Hotel Kazar

Requena:
- Finca Casa Nova

Sueca: 
- Asil d'ancians de Sueca
- Ateneu Suecà dels Socors
- Casa de Pasqual Fos
- Escoles Jardí de l'Ateneu
- Cases d'Ignàcia Cardona
- Escorxador de Sueca

#### València(per districtes)
Ciutat Vella-Centre de ciutat
- Estació del nord
- Mercat Central de Valencia
- Casa Ordeig
- Edifici de Correus
- Edifici Suay
- Casa Noguera
- Casa Ernest Ferrer
- Casa Boldun
- Casa Bigné
- Hotel Reina Victòria
- Edifici Aznar
- Casa Tarín
- Edifici Lucini
- Casa del Punt de Ganxo
- Palau de Castellfort
- Casa Peris
- Edifici Montfort
- Edifici Sánchez de León
- Casa Sancho
- Edifici Grau
- Edifici Gómez I
- Edifici Gómez II
- Hotel Palace
- Edifici Bolinches
- Edifici Olympia
- Cinematògrafs Caro

L'Eixample
- Mercat de Colom
- Edifici Ferrer
- Edifici Cortina I
- Edifici Francisco Sancho
- Casa Ortega
- Casa dels Teuladins
- Casa dels Dracs
- Edifici Xapa
- Edifici Cortina Pérez
- Casa de Salvador Llop
- Casa Manuel Peris
- Edifici Peris

Exposició-Mestalla
- Font de l'Exposició
- Pont de l'Exposició, 1909
- Palau de l'Exposició
- Indústria Llanera Valenciana
- Edifici de Tabacalera
- Balneari de l'Albereda

Poblats Marítims-El Cabanyal
- Tinglados del Port de València
- Edifici del Rellotge
- Casa Calabuig
- Hospital asil de Sant Joan de Déu
- Llotja del Cabanyal
- El Casinet
- Casa Ribes
- Casa-Museu Blasco Ibáñez

Aiora
- Palau d'Aiora

L'Olivereta-Nou Mols
- Convent de Santa Clara
- Central Elèctrica de Nou Mols

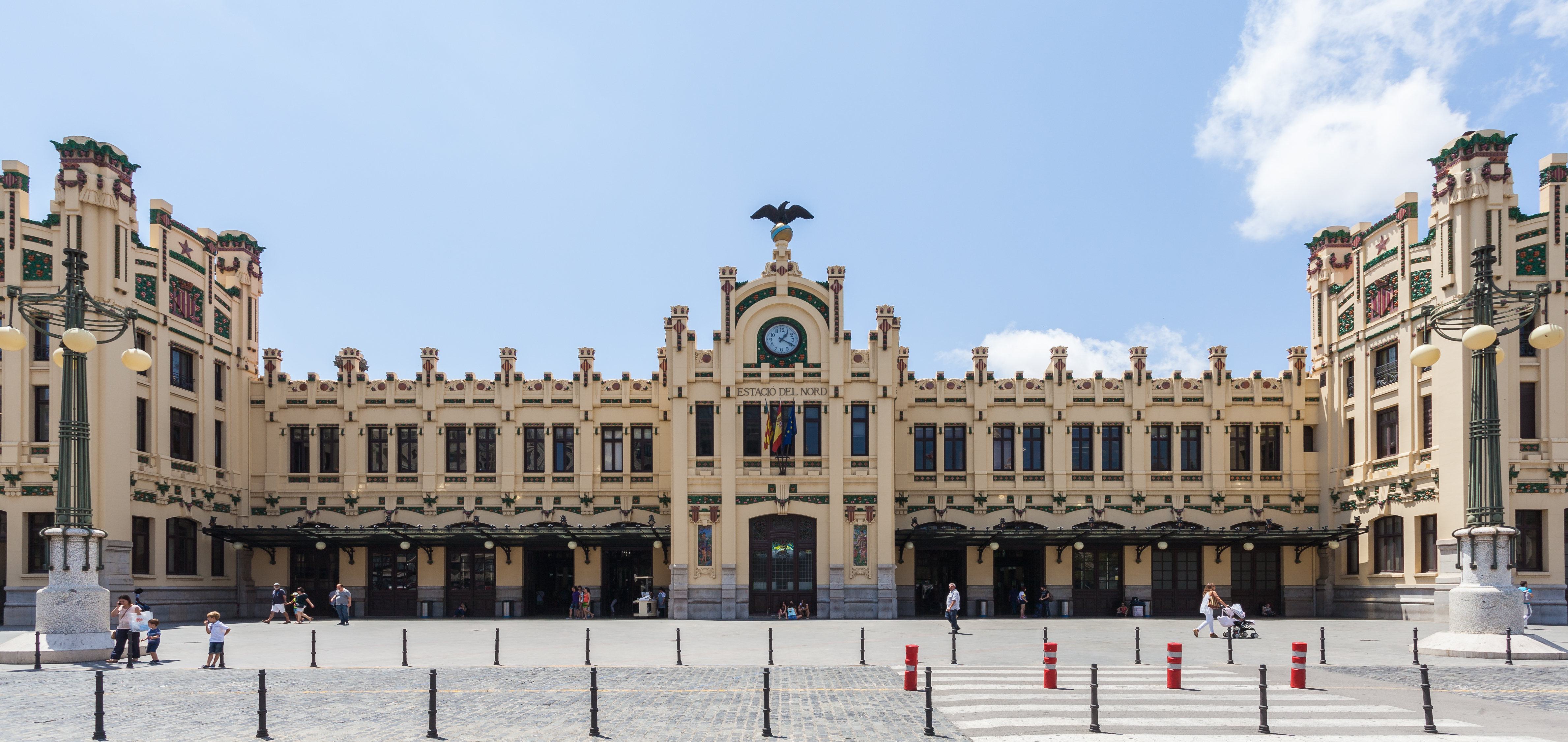
Estació del Nord
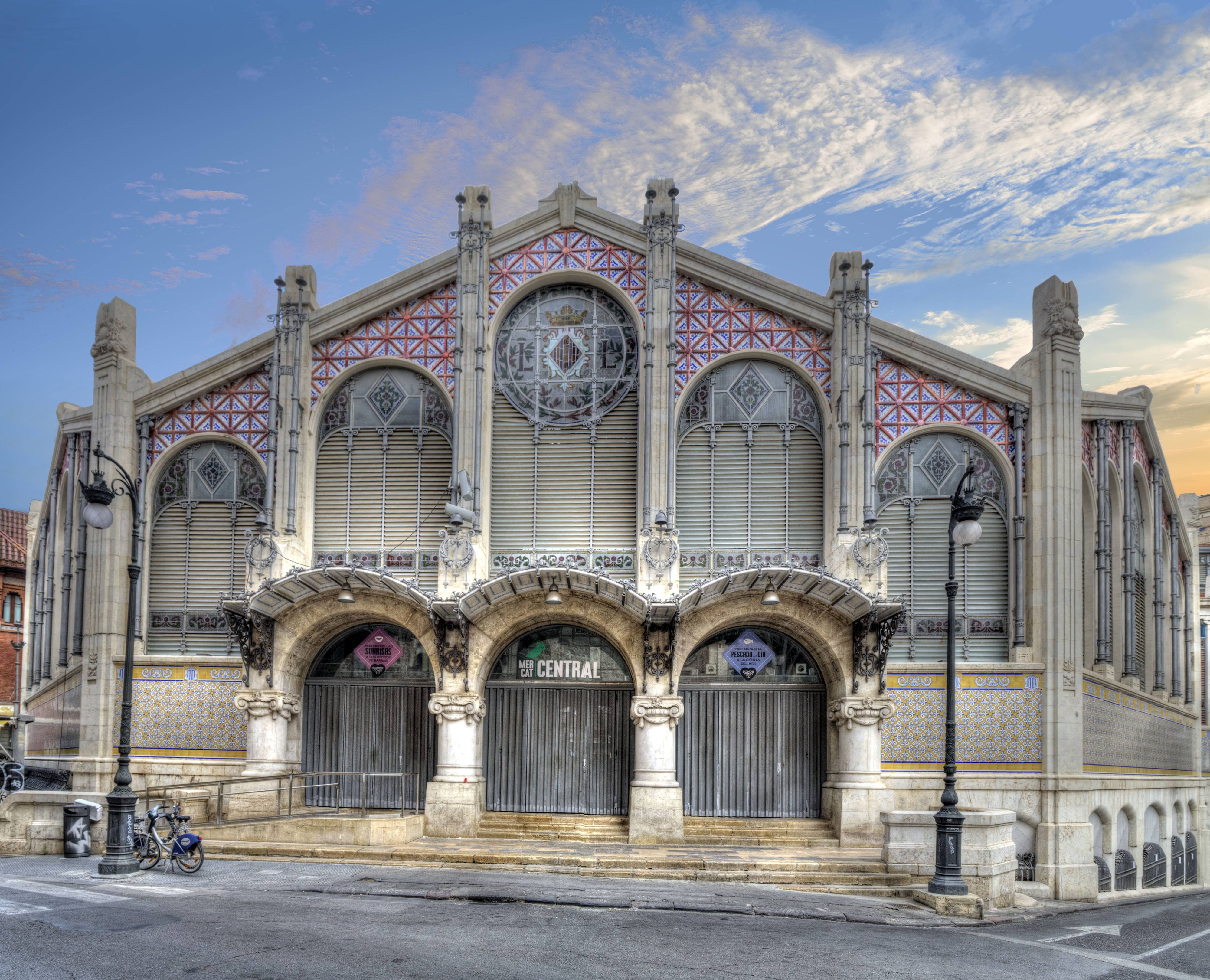
Mercat Central
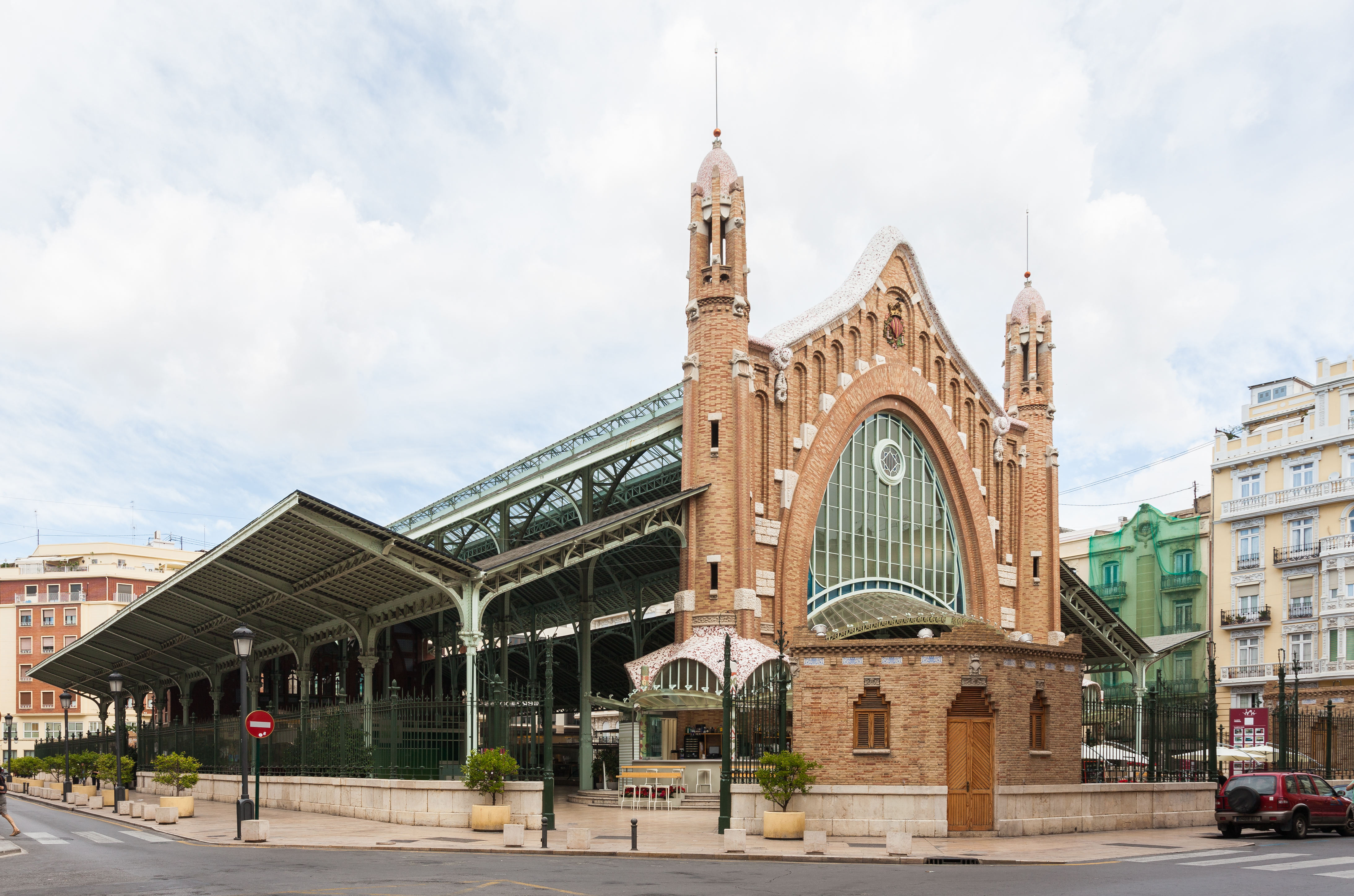
Mercat de Colom
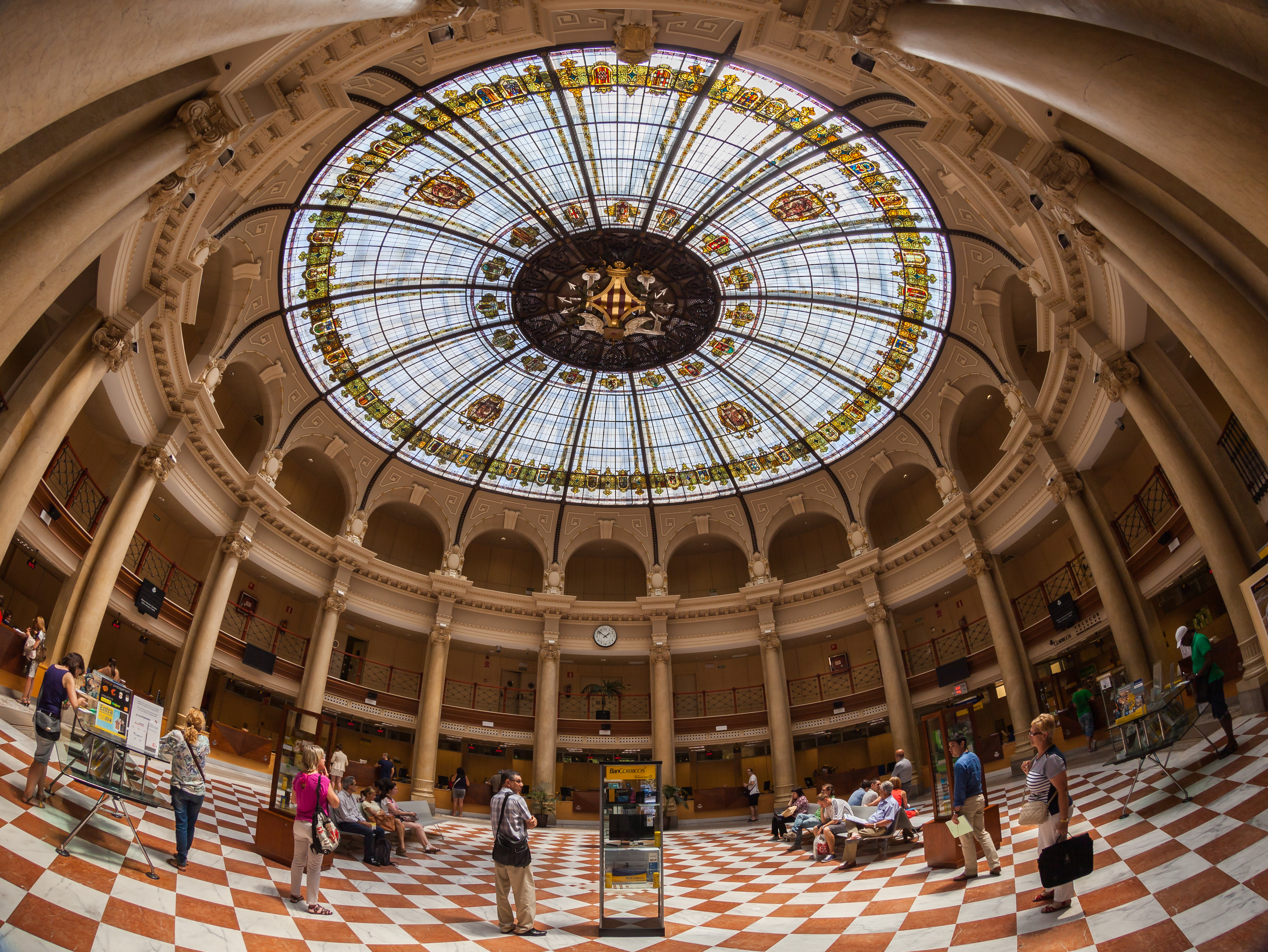
Edifici de Correus
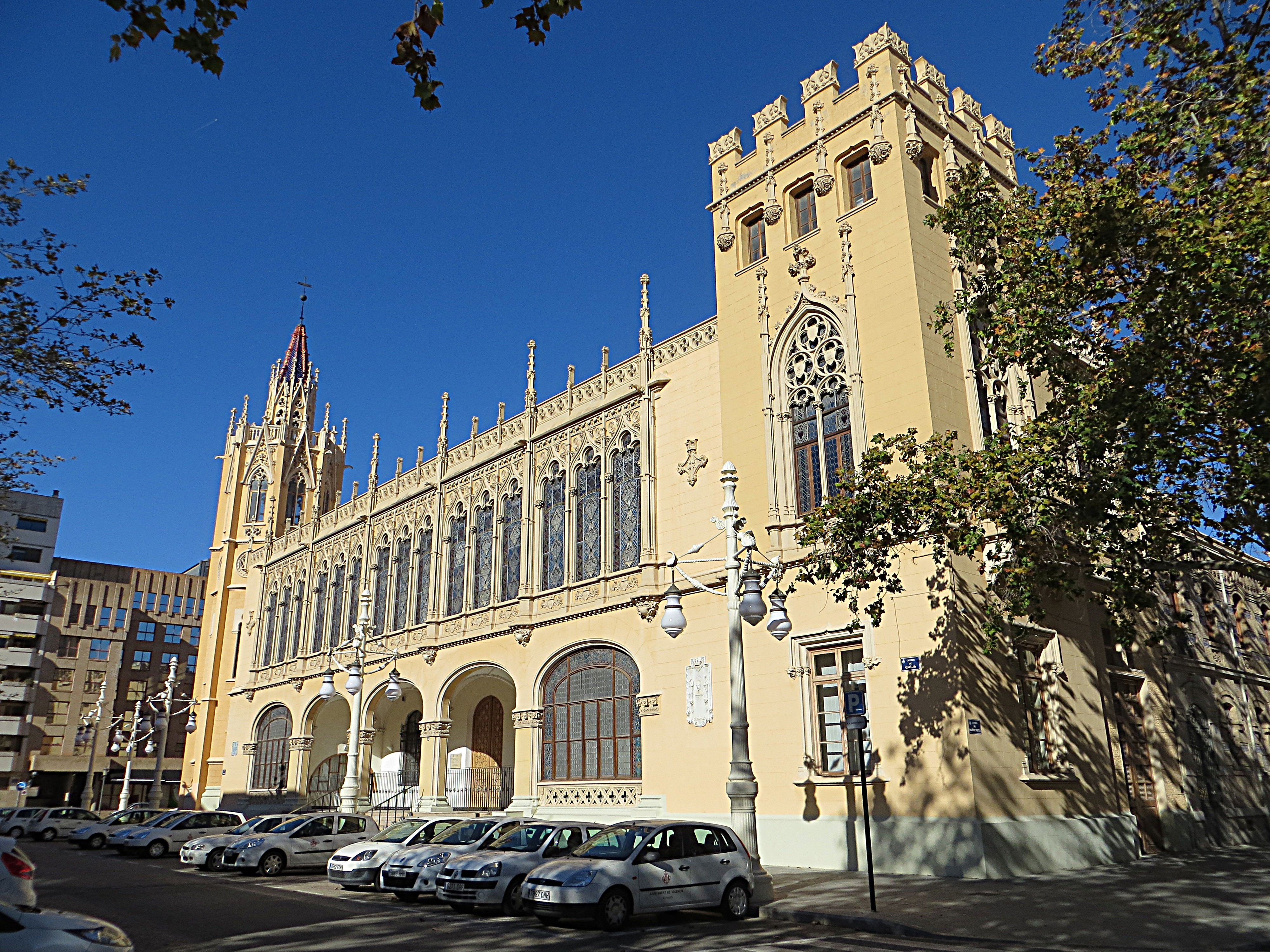
Palau de l'Exposició, 1908
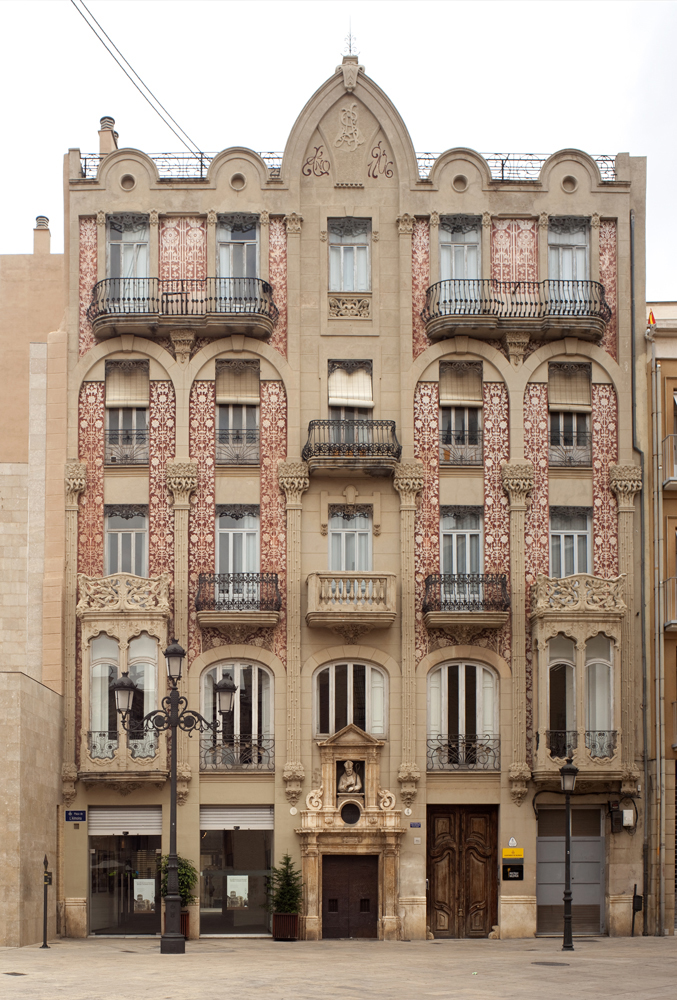
Casa del Punt de Ganxo
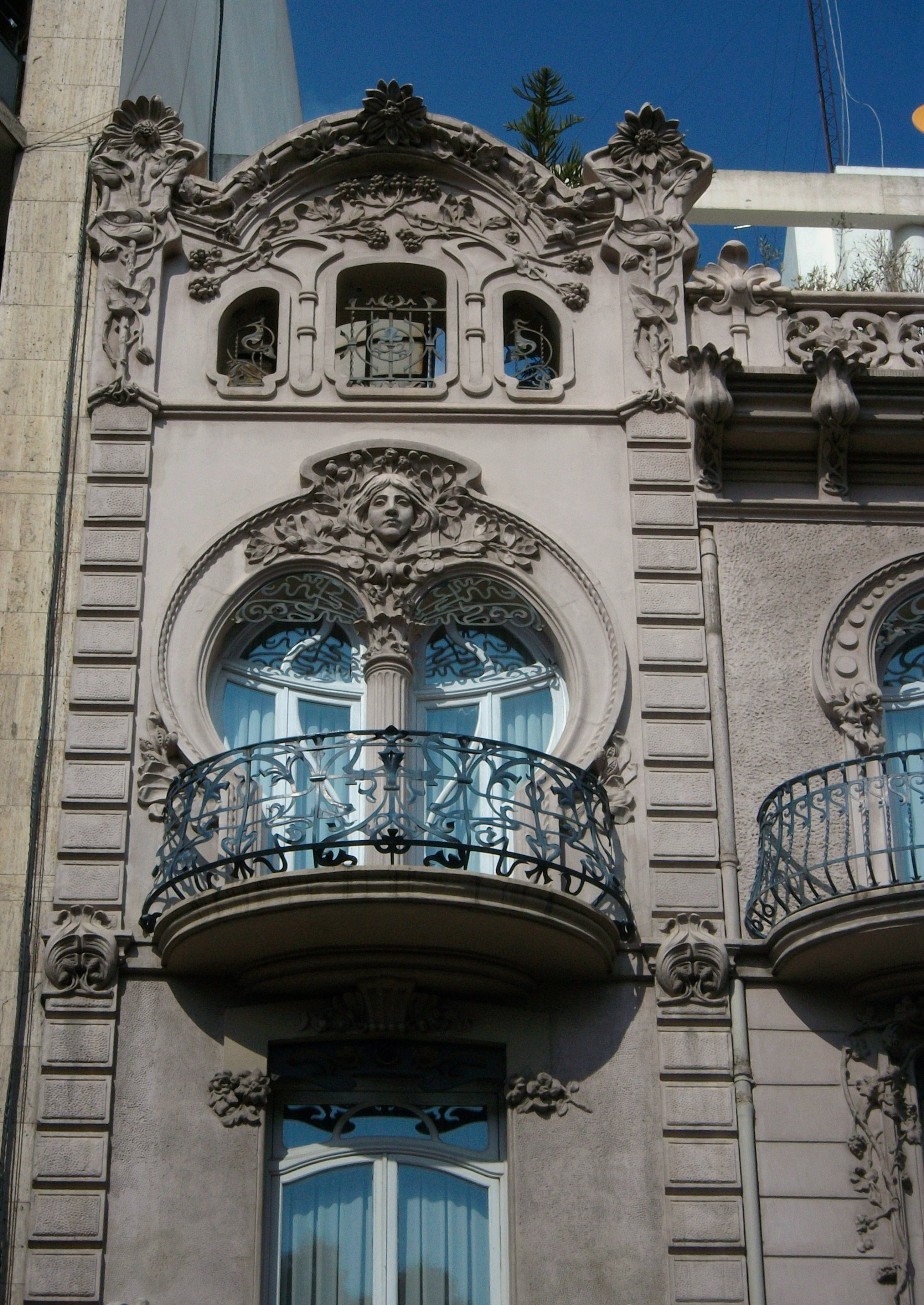
Balcó de la Casa Ortega
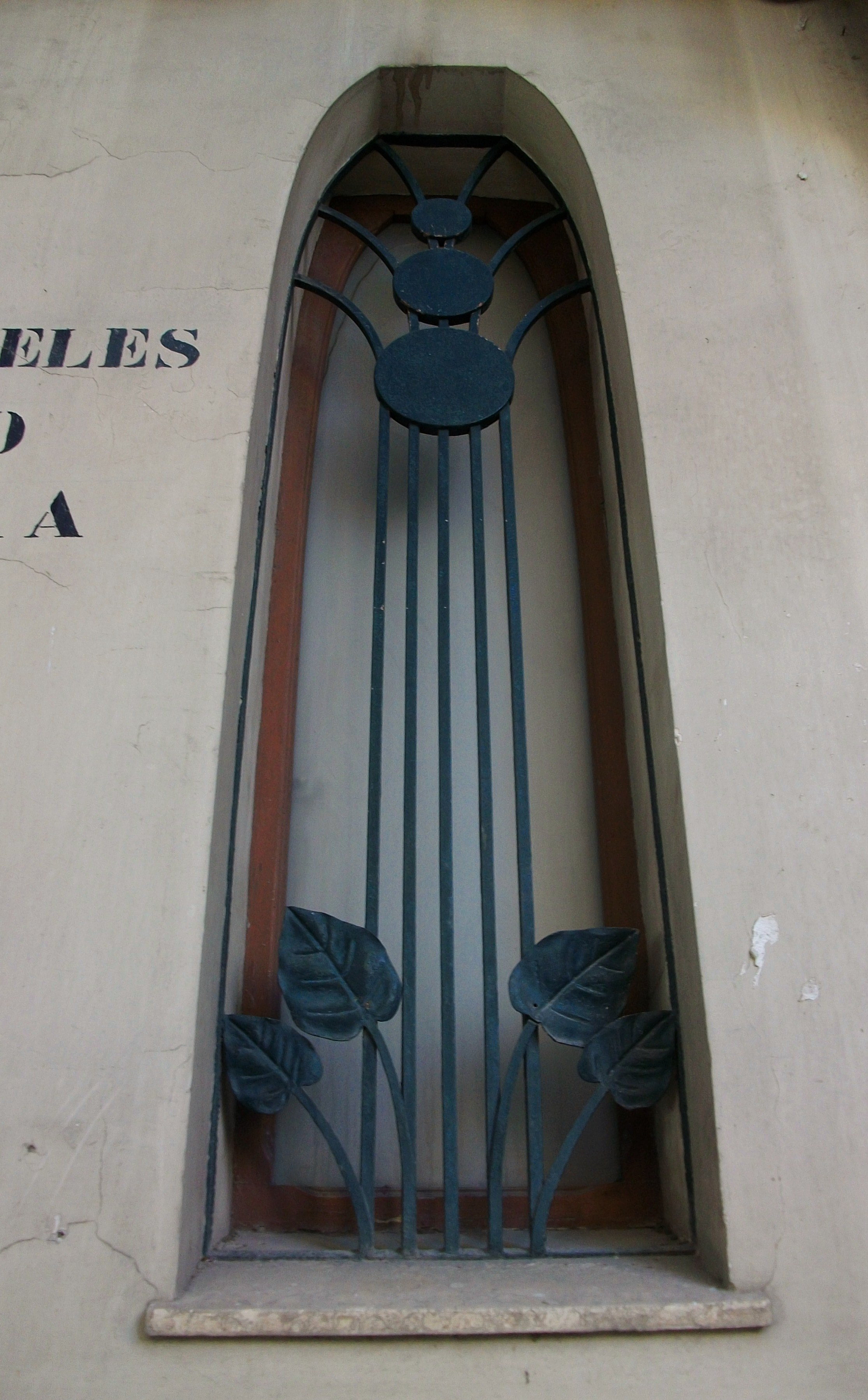
Finestra de l'Edifici Ferrer
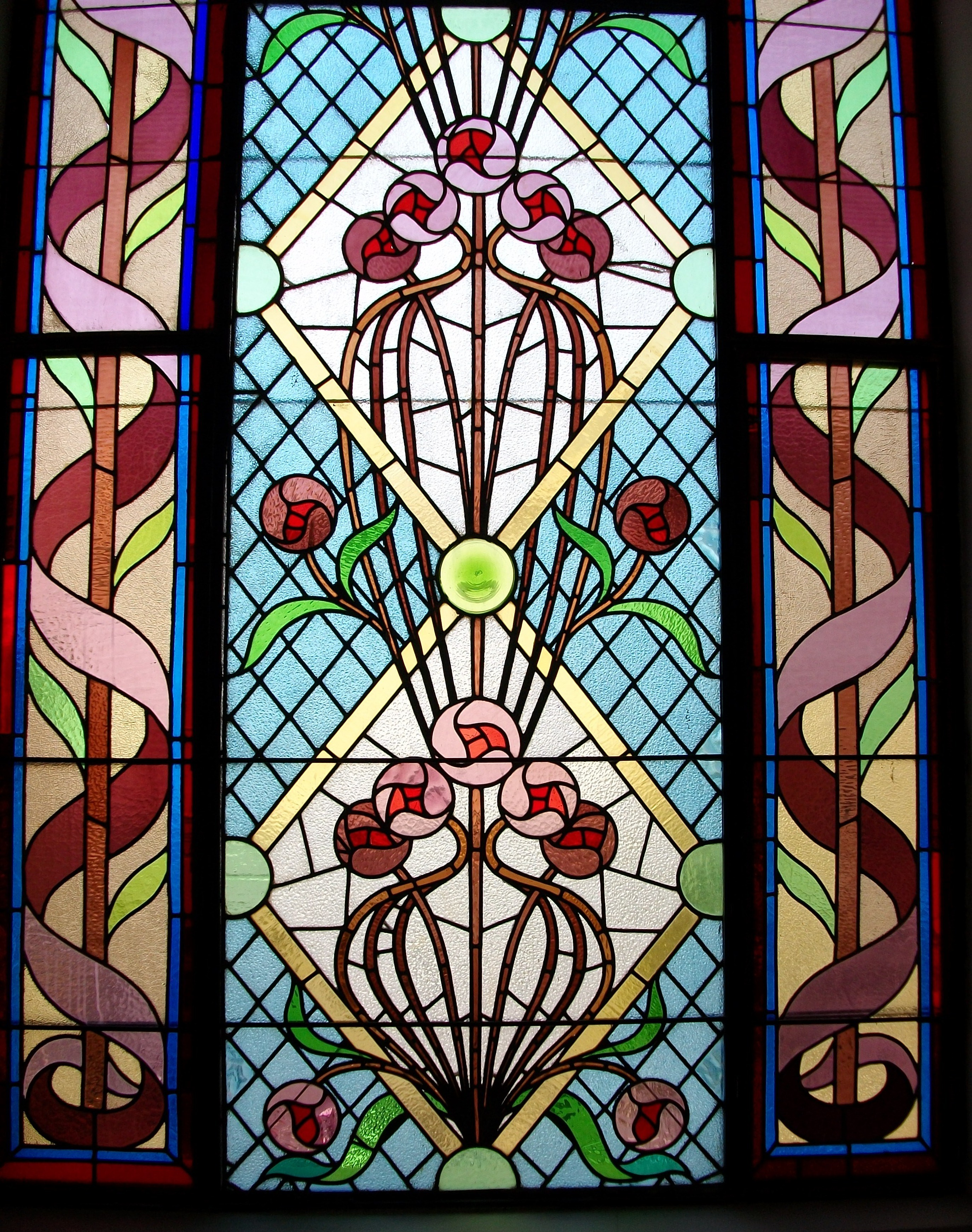
Finestra del Palau de l'Exposició, 1908
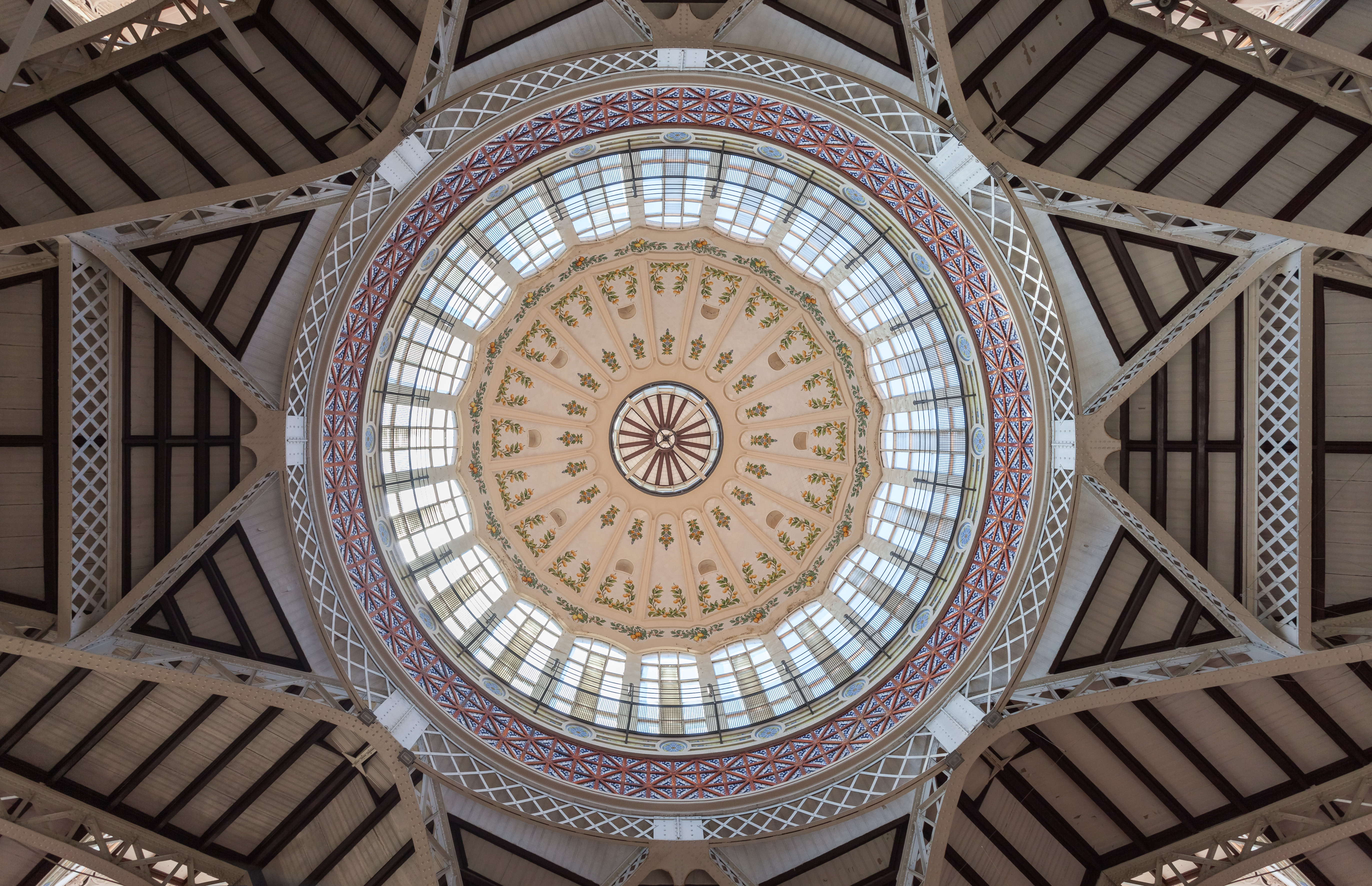
Cúpula del Mercat Central
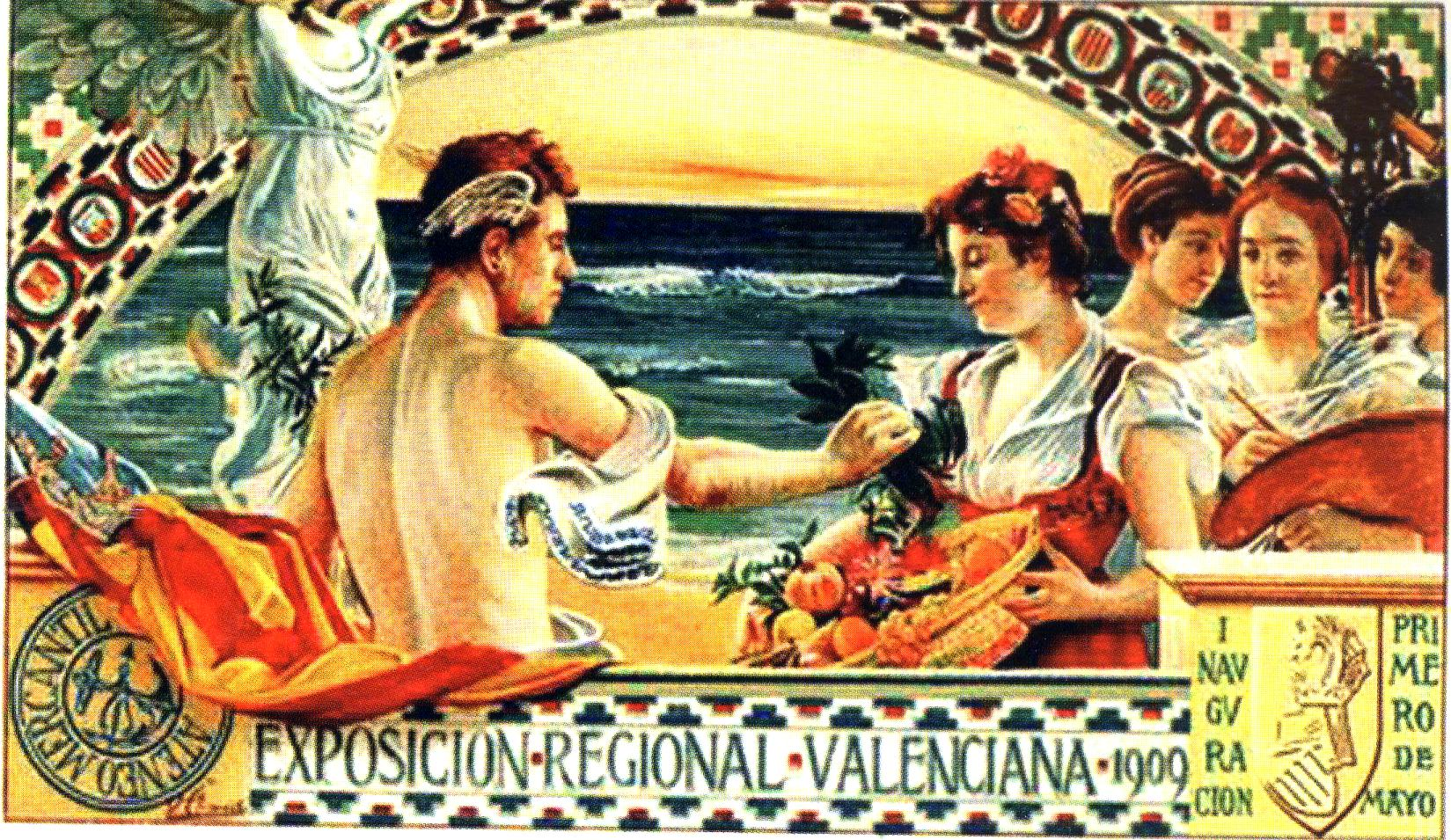
Cartell de l'Exposició Regional de 1909, Vicent Climent i Navarro

Castelló (la Ribera Alta):

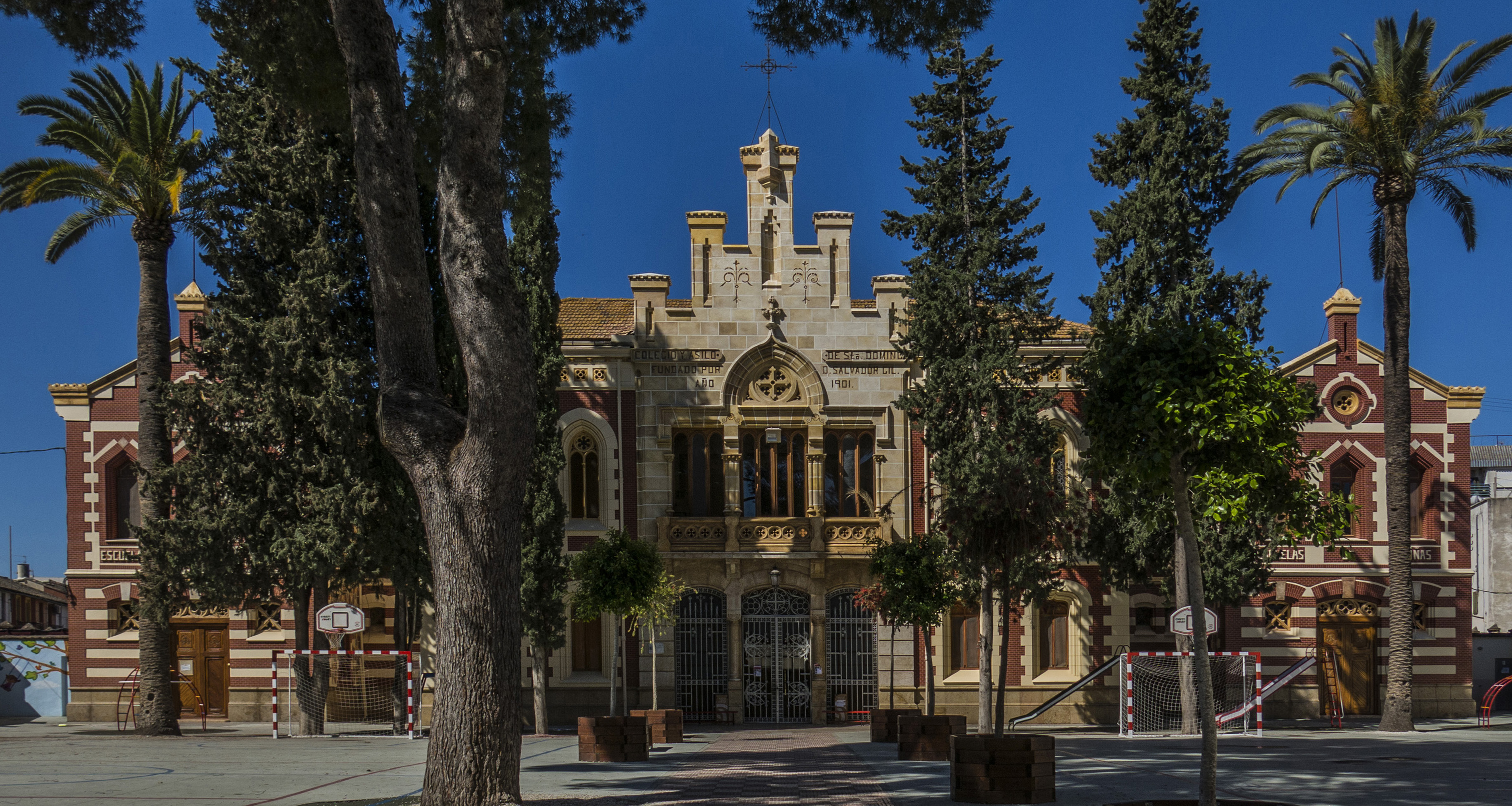
Asil de Sant Doménec
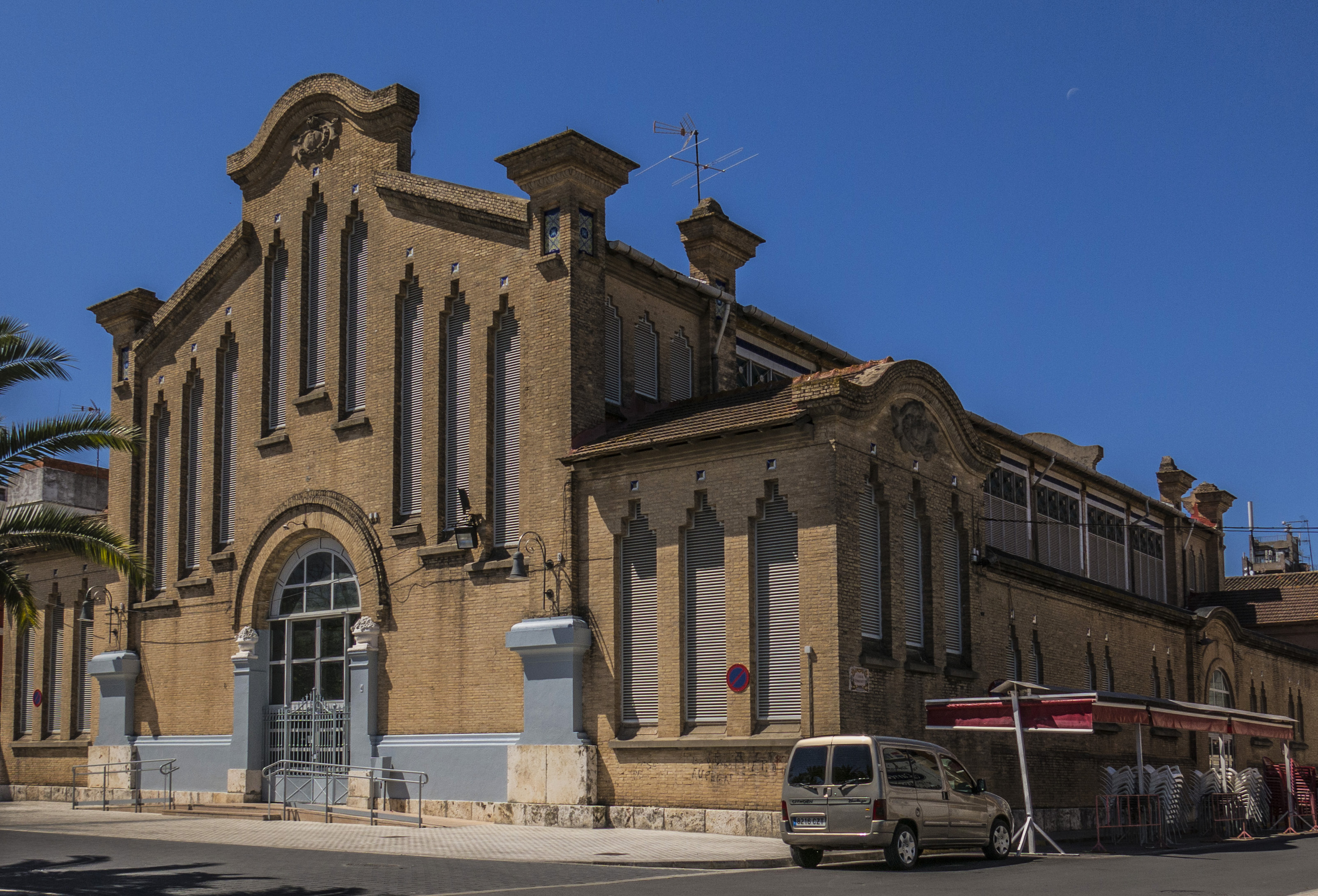
Mercat de Castelló

Xàtiva: 
- Edifici Botella